# Volkswagen Passat
A Volkswagen Passat a német Volkswagen autógyár többgenerációs, középkategóriás személygépkocsi-modellje. Annak ellenére, hogy a Passat a kilencedik sorozatba ért, a negyedik és a hetedik nem önálló generáció, hanem az előzőek frissítései. Hasonló ráncfelvarráson az ötödik is átesett, de az mégsem kapott új számot, helyette egy alszéria lett B5.5 néven.
A vállalat a Passat gyártásának leállításáról döntött a 9. széria után, ezt követően elektromos utódtípusa, a Volkswagen ID.7 tölti be a helyét.

## Története

### A név eredete
A Volkswagen cég a Bogár utáni korszakában, az 1970-es évek elején több modellel jelentkezett. Ezek közül néhány modellt (Passat, Scirocco)  szelekről, míg másokat sportágakról (Polo, Golf) nevezték el. A „passzát” az egyik legismertebb, a térítők felől az Egyenlítő irányába fújó szél neve.

## Első generáció (B1; 1973–1981)

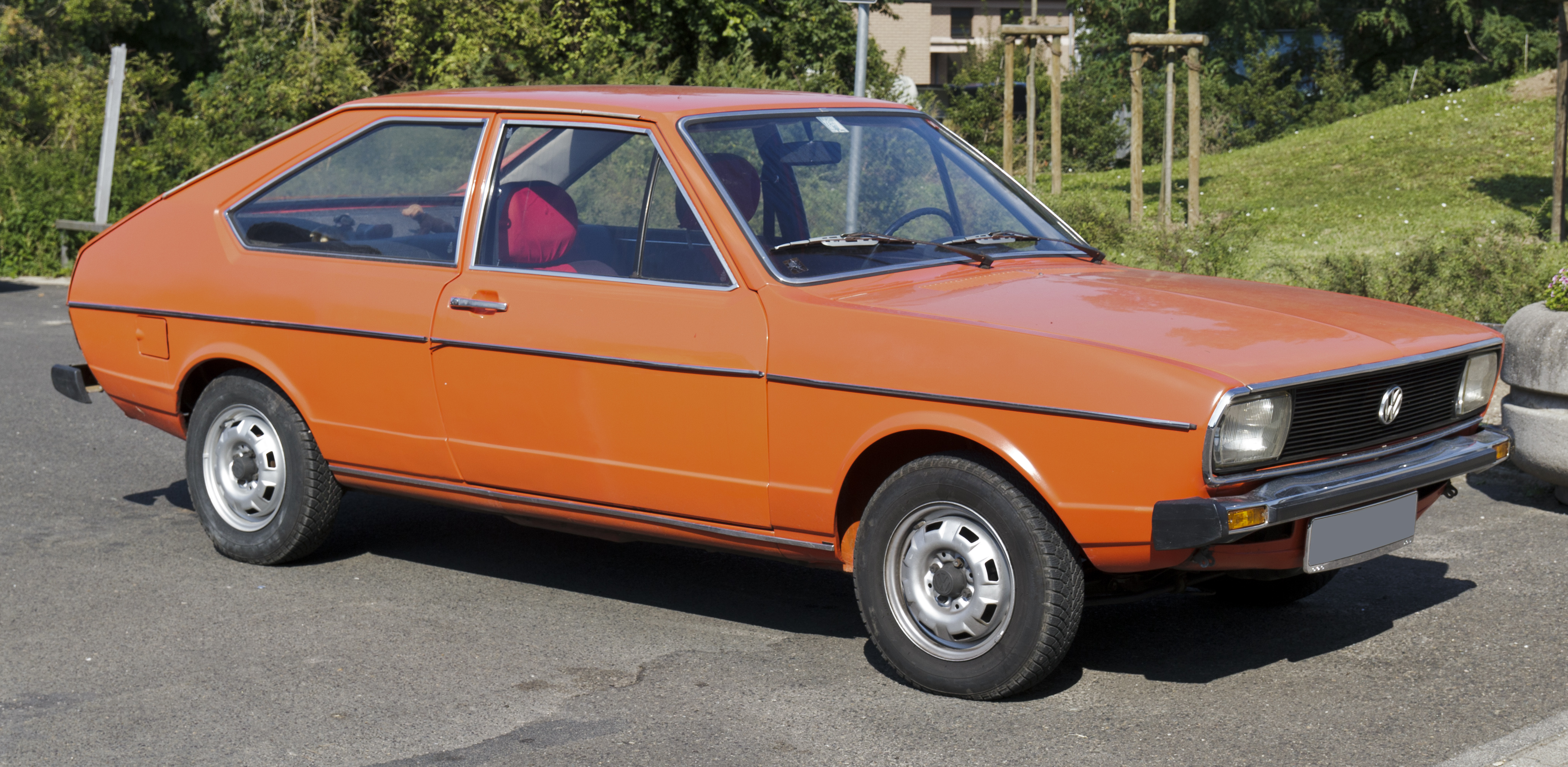
Volkswagen Passat B1 3 ajtós ferde hátú

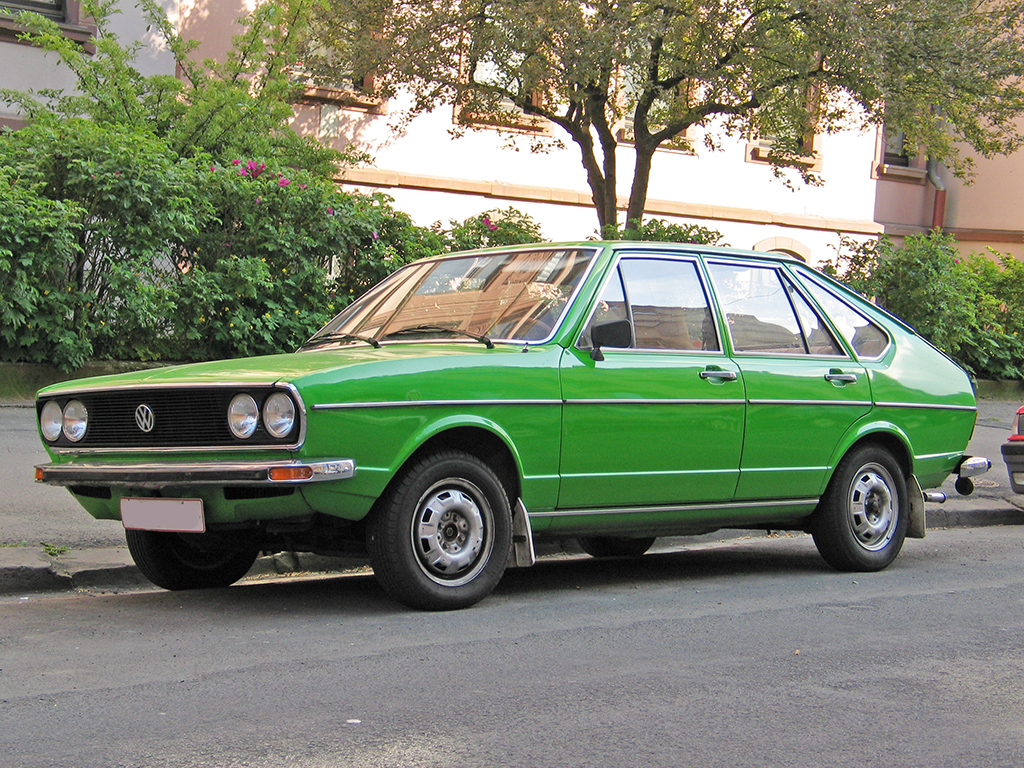
Volkswagen Passat B1 5 ajtós ferde hátú

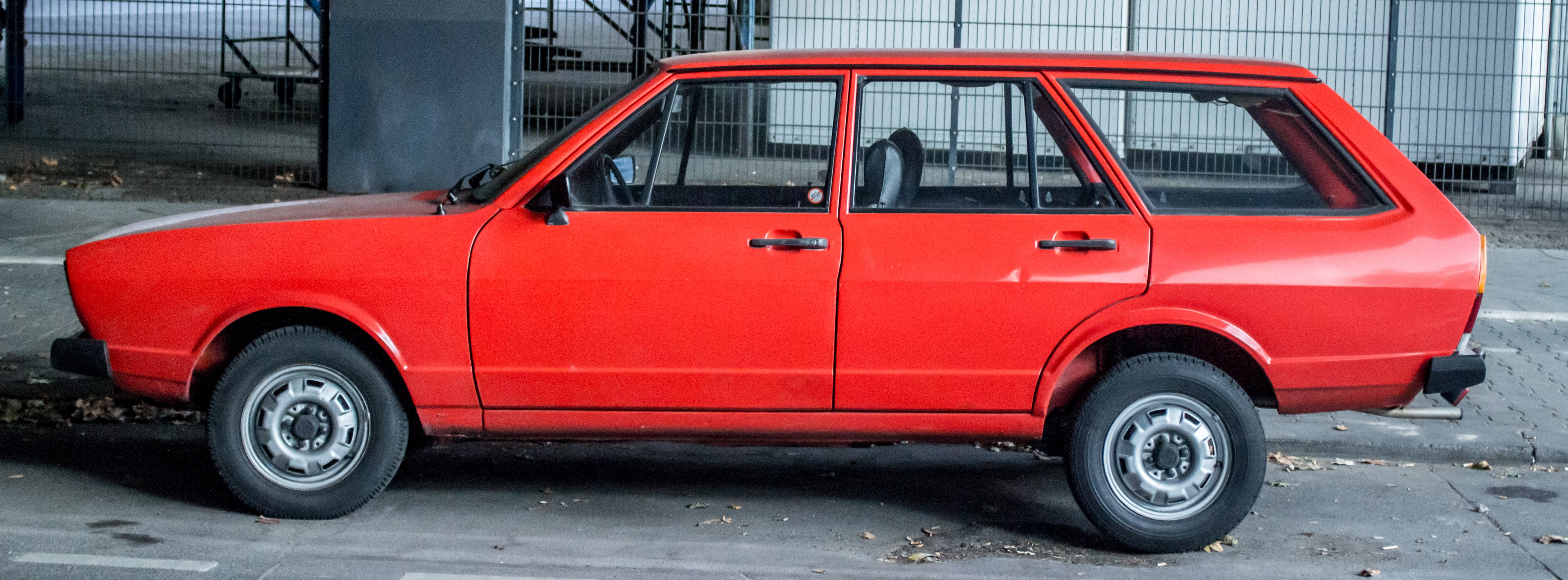
Volkswagen Passat B1 kombi

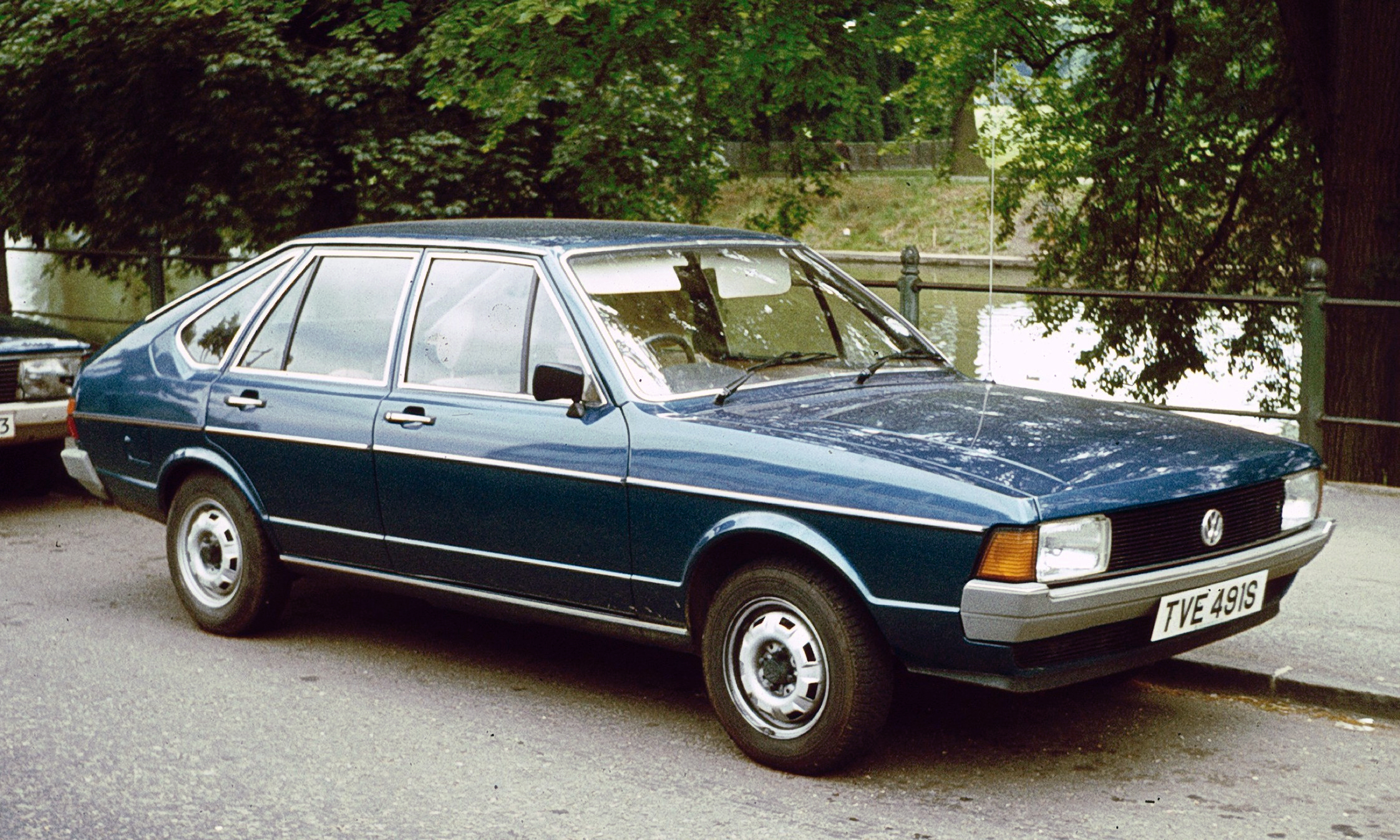
Volkswagen Passat B1 5 ajtós ferde hátú facelift

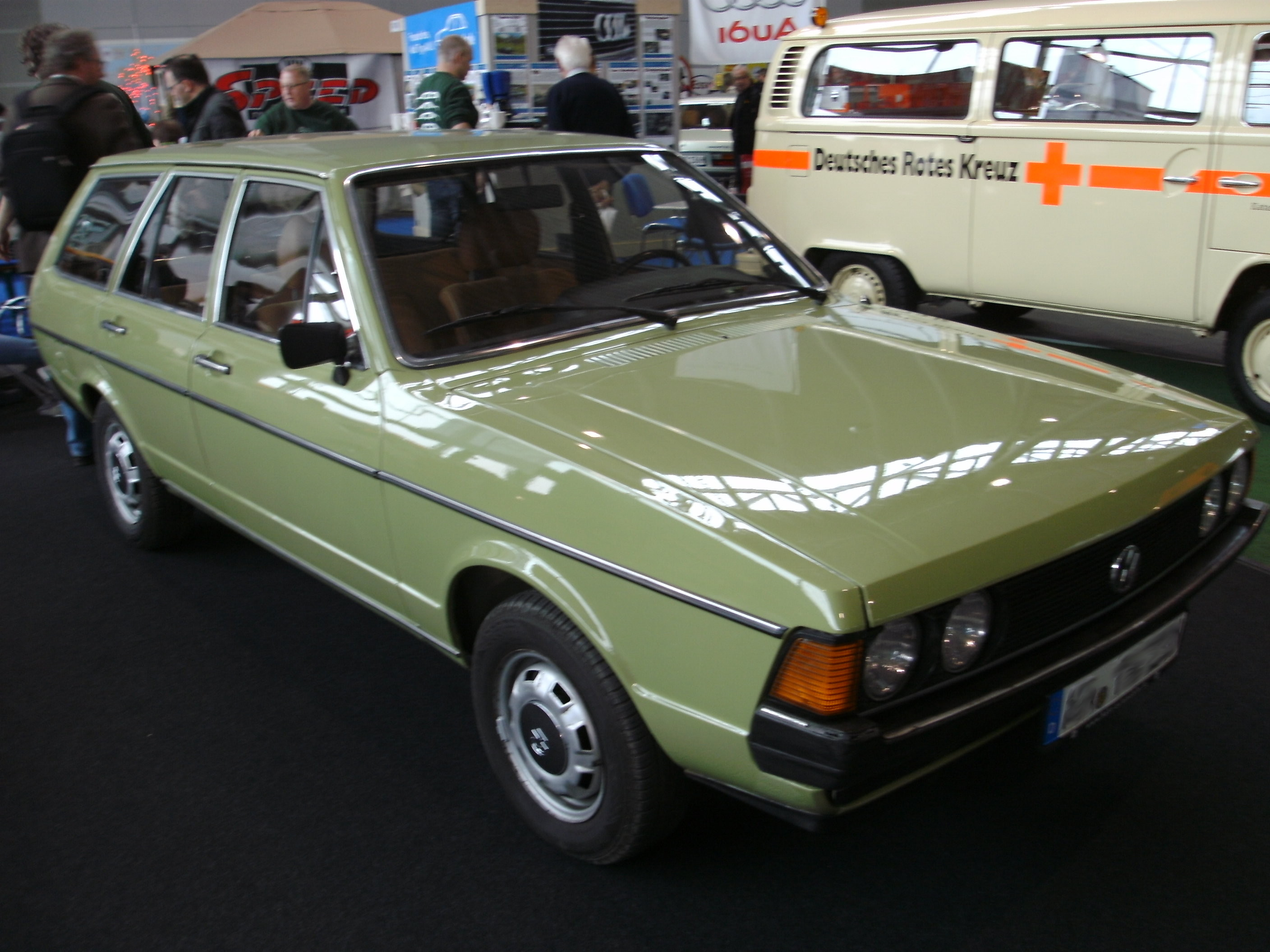
Volkswagen Passat B1 kombi facelift

A középkategóriába tartozó modellt először 1973. május 23-án mutatták be, 1296, illetve 1470 köbcentiméter lökettérfogatú, soros, négyhengeres orrmotorral, két- vagy négyajtós „csapott hátú” és ötajtós kombi – a VW-nél „Variant” – karosszériával. Később már csak nagyobb, 1588-2226 köbcentiméteres motorokkal gyártották (az utóbbi volt a GT-változat). Létezett négykerék-hajtású (Syncro) változatban és dízelmotorral is.
Egyes országokban (Például: Japán) a Volkswagen licence alapján Volkswagen Santana néven gyártották. Rudolf Leiding cégelnöknek köszönhető, hogy a Volkswagen felhagyott a léghűtéses motorok fejlesztésével. új szelek fújtak Wolfsburgban, ezt jelezte a friss modell neve is, Passat. A Giorgetto Giugiaro által formatervezett autók az Audi 80 variánsaként mutatkozott be 1973-ban. 3 és 5 ajtós ferde hátú illetve kombi (Variant) kivitelben. Az Auditól főként karosszériában különbözött. Az 5 személyes Passat a Typ 3-as és a Typ 4-es sorozat utódjának tekinthető, benne már vízhűtéses hajtómű dolgozott, kezdetben 5 féle változatban. Az 55 és 60 lóerős 1,3 literesek nyitották a sort, rajtuk kívül  65, a 75 és a 85 lóerős 1,5-ösök közül lehetett választani. Ez utóbbiakhoz 4 fokozatú manuális váltó helyett 3 sebességes automatát is kérhetett a vevő. Az orrmotoros elrendezéshez fronthajtás társult, illetve a világon elsőként a Passatba építettek műanyagból készített üzemanyagtankot. A szimpla kerek fényszórós alapverzión kívül L, S, LS, TS felszereltségekkel készültek a járművek. Az L esztétikai, kényelmi többlet, az S másfél literes motort, a TS pedig dupla, kerek fényszórókat és gumisávos lökhárítókat jelentett. A Variant értékesítése 1974 elején kezdődött. Augusztusban módosítottak a kocsik váltószerkezetén, illetve rövidebbre szabták annak kezelőkarját. 133 ezer eladott példányával, a Variant sikertípussá vált.
1975-ben jelent meg az 5 ajtós ferde hátú modellekben a nagyobb méretű csomagtartófedél és a lehajtható hátsó üléstámla. A vékony kopoltyú eltűnt a C-oszlopokról, a lökhárítók műanyag sarkokat kaptak. Az 1,5-ös motorok helyére 1,6-osok érkeztek.
1976-tól minden modell utasterének első részét 3 pontos biztonsági övekkel és fejtámlákkal szerelték fel. A TS változat helyét a GLS vette át, amely a sportosság helyett a komfortot helyezte előtérbe. Erről tanúskodtak színezett ablakai és a belülről állítható külső visszapillantó tükrei. Bemutatkozott az LX nevű különleges modell, decemberben pedig legördült az egymilliomodik Passat a gyártósorról. Ettől az évtől 1979-ig a brit piacon Audi 80 Estate néven is forgalmazták a Passat Variantot, ezzel mutatva az Audival való szoros rokonságot.
1977 augusztusában frissített típusokat bocsátottak piacra. Ezeket az autókat „Zwischenmodell” azaz „köztes modell” becenévvel is illették, utalva a generációváltás előtti átmeneti jellegre. A mérnökök karosszériába süllyesztett műanyag lökhárítókat terveztek, valamint új sárvédőket, s azokra oldalra hajló indexlámpákat helyeztek. Az orrot rövidítették, a króm szegélyű hűtőmaszkot feketére cserélték. Az alapmodellt is megajándékozták a Passatok legtöbbjén használt széles sávú fényszórókkal. A csomagtérajtó alsó vonalát a lámpák közé vezették, a belső térben pedig átrendezték a műszerfalat. A Variant hátulján csak a lökhárítókat érintette a frissítés.
1978-tól 1,5 l-es, 50 lóerős dízelmotorral árulták a Passatot; átlagfogyasztása 7,5 l/100 km.
1979-ben csatlakozott társaihoz az 1,6 literes, 110 lóerős. befecskendezős motorral hajtott Passat GLI, amely műszaki jellemzőiben a 8,2-ről 9,5-re emelt sűrítési viszony, külsején pedig a csomagtartófedél hátsó spoilere és az eltérő ablaktörlők hirdették a különbséget. A keményebb futóművekkel, nagyobb fékekkel felszerelt GLI-nek létezett Variant kivitele is, ez azonban nem viselt hátsó spoilert.
1979-ben alapfelszereléssé minősültek a hátsó biztonsági övek, ugyanoda extraként fejtámaszokat is kérhetett a tulajdonos. a következő évben elkészült a 2 milliomodik Passat, sőt előlépett az új LX modell, mely már a közelgő váltást jelezte. Az első nemzedék autóiból 2,6 millió darab készült.
Brazíliában az első generációs típusokat 1974-től 1988-ig gyártották. Miután a TS változat 1977-ben megnyerte az ottani ralibajnokságot, a Passat tekintélye megnőtt. 1979-ben esett meg az európaihoz hasonló frissítés (alkoholos motorral is rendelhető volt a Passat) majd 1983-ban került sor a második ráncfelvarrásra: ez főleg szögletes dupla fényszórók bevezetéséről lett nevezetes. A dél-afrikai Uitenhagéban 1974 és 1981 között folyt a gyártás. Nigériában pedig brazil alkatrészekből szereltek össze 4 ajtós variánsokat 1977-től 1986-ig. Az USA-ban 1974-ben mutatkozott be a gépkocsi Dasher néven, 1981-ig forgalmazták.

## Második generáció (B2; 1980–1988)

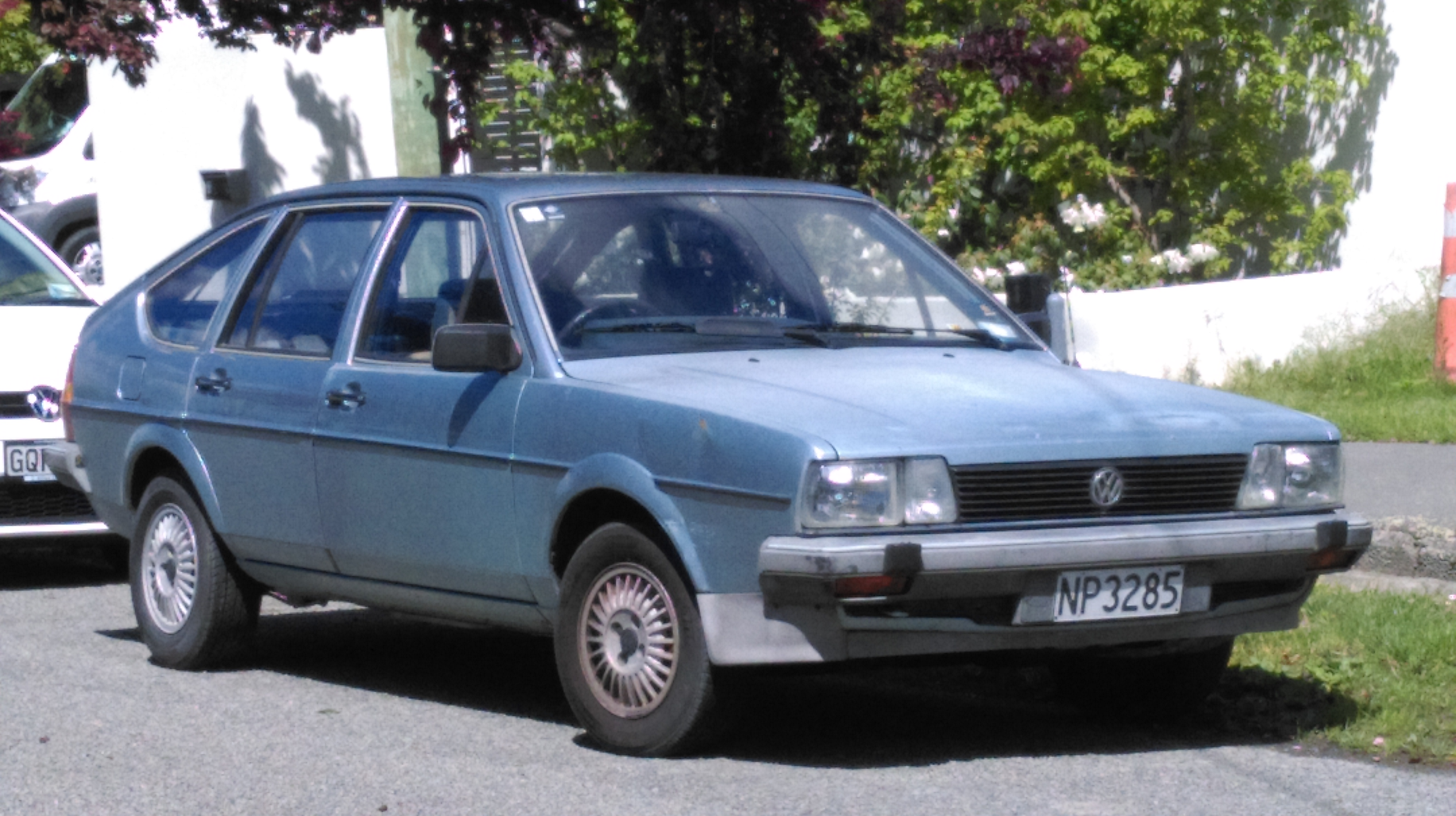
Volkswagen Passat B2 5 ajtós ferde hátú

A második generáció 1980 novemberében jelent meg, a formavilág a B1 továbbgondolt verziója volt, némi méretnövekedéssel és több technikai újdonsággal. A kínálat a Santana néven is ismert limuzinból, 3 és 5 ajtós ferde hátúból, valamint kombiból állt. 1985-ben faceliften esett át, a legszembetűnőbb változás a lökhárítókban volt tetten érhető, melyek sokkal nagyobbak lettek és egészen a sárhányókig nyúltak, de a hátsó lámpák is nagyobbak, szélesebbek lettek; a 3 ajtós változatot a facelift után már nem gyártották. A Santana nevet a facelift után elhagyták a limuzinokról Európában, de más piacokon, mint Dél-Amerikában vagy Kínában továbbra is ez volt a neve; érdekesség, hogy Kínában frissítésekkel egészen 2013-ig gyártották a Santanát. A szériát az Egyesült Államokban Quantum néven forgalmazták, és mint számos import modellt, ezt is több ponton módosították, hogy megfeleljen az akkor érvényes amerikai szabványoknak.

## Harmadik és negyedik generáció (B3; 1988–1993, B4; 1993–1997)
A harmadik generáció 1988 tavaszán jelent meg először, ami egy már 1981-ben megjelent prototípus, az Auto 2000 alapján készült. Ettől a generációtól Passat néven már csak limuzint és kombit gyártottak, a ferde hátú kasztni végleg kikerült a gyártásból, bár prototípus szinten készült ilyen B3-ból is. A kocsi jellemző sajátossága volt, hogy hiányzott róla a hagyományos hűtőrács, a lámpák között a színre fújt panelen így csak a kerek VW logó kapott helyet. (Magyarországon ezért honosodott meg vele kapcsolatban a „malac-Passat” elnevezés.) Persze az autó így sem maradt hűtés nélkül, a levegő a lökhárító alatti kötényen kialakított, kevéssé látványos rostélyon keresztül jutott a motorba.
Az 1993-ban megjelenő B4-es negyedik generáció igazából a B3 jelentősen újratervezett változata volt, ezért tulajdonképpen faceliftnek számít, viszont a jelentős módosítások miatt egy új generációnak is megfeleltethető volt; jelentős különbség volt az újra megjelenő hűtőrács, a három szekcióra osztott nagyobb hátsó lámpák, és a kocsi oldaláról eltűnő homorú sáv. Ebben a szériában lett alapfelszereltség a légzsák és jelent meg a TDI dízelmotor.

## Ötödik generáció (B5, B5.5; 1996–2005)
Az 1996-ben megjelenő ötödik generáció ismét egy teljesen új modell lett, ez volt az addigi leggömbölyűbb Passat, a kocsi eleje és a tető vonala is egyetlen ív mentén öltött alakot. A kocsit eleinte Észak-Amerikában és Németországban kezdték gyártani. A kocsi a hasonló formavilágot felvevő Audi A4 platformjára épült. Ennél a szériánál jelent meg először a 4Motion állandó összkerékhajtás. 2001-ben itt is történt egy facelift, de a változtatások szolídabbak voltak, így ez nem vált újabb generációvá, bár több, mint kétezer változtatást eszközöltek; a B5.5 nevű verziónál a változások leginkább a hűtőrács, valamint az első és a hátsó lámpák dizájnosabb áttervezésénál látszottak, a legszembetűnőbb különbség a hátsó lámpákba integrált kör alakú lámpatestek voltak. Itt jelentek meg a W8-as motorral szerelt típusok 2001 után, limuzin és kombi változatban is, amivel az addigi legerősebb gyári Passatok lettek.

## Hatodik és hetedik generáció (B6; 2005–2010, B7; 2010–2015)

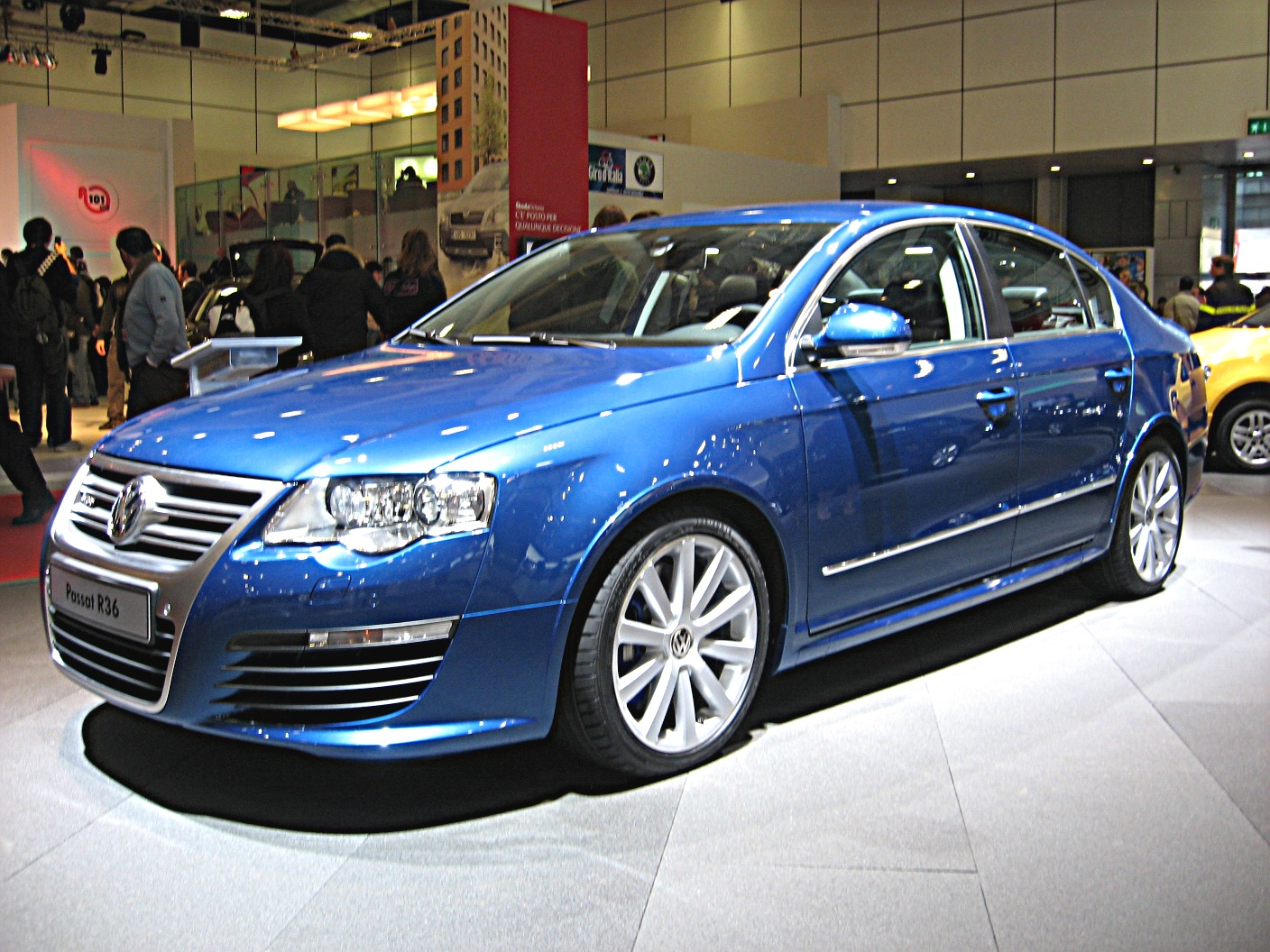
Volkswagen Passat B6 sedan

A B6 Passat először a Genfi Autószalonon jelent meg 2005 márciusában, majd Európában 2005 nyarán kezdték el forgalmazni. Ellentétben elődjével, a B6 Passat már nem az Audi A4-gyel megosztott közös platformra készült, hanem alapja egy módosított Mk5 Golf PQ46 platform. 
Több modellváltozatban volt kapható, a motor lökettérfogatától és egyes extráktól függően (Sportline, Comfortline stb.). 
2008-ban megjelent a sportosabb négyszemélyes változata,  a Passat CC (Comfort Coupe) is, ami egy teljesen új dizájnnal rendelkező autó volt, ez aztán egy külön típussá is vált a cég kínálatában az Arteon képében, főleg azután, hogy 2012-ben kapott némi faceliftet és a nevéből kihagyva a Passatot innentől Volkswagen CC lett. A Passat CC csak limuzin verzióban létezett és 2016-ig volt gyártásban, Kínában 2018-ig.

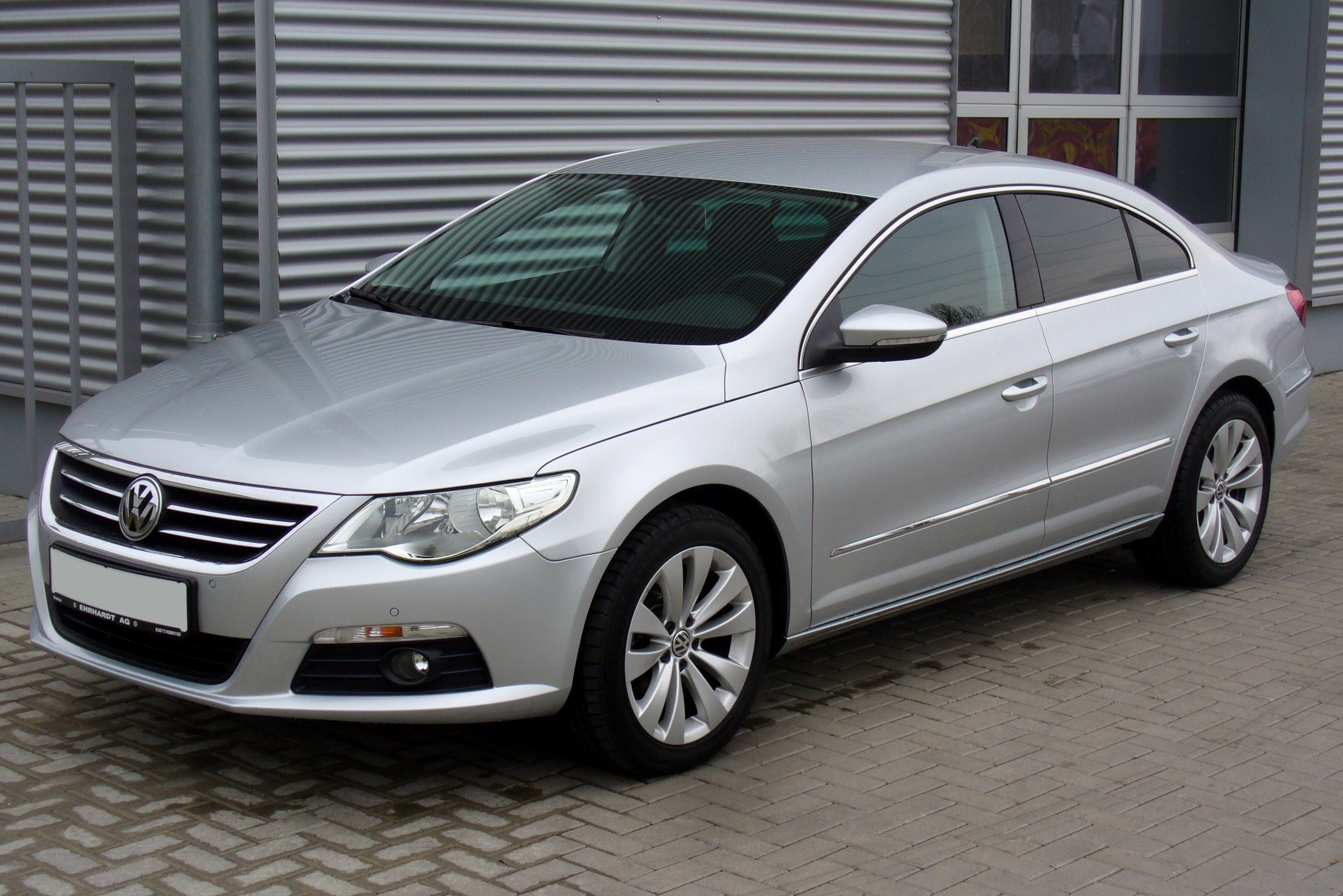
Volkswagen Passat CC

A hagyományos Passat kapható volt dízel-,  illetve 1,6, 1,9 és  2 literes illetve 3.2 literes benzinmotorral is. A R36 jelű sportváltozat 3.6 literes lökettérfogatú motorral volt rendelhető. Ez a változat  dupla kipufogócsövet, agresszív első lökhárítót, és összkerékhajtást is kapott.
A B6 Passat külseje esztétikus, stílusos, egyenes vonalvezetésű és modern. A hűtőrács vízszintes vonalát elegáns krómozott lamellák hangsúlyozzák, a markáns frontrész pedig öntudatos eleganciát kölcsönöz a járműnek. Az erőteljesen alakított C-oszlop dinamikus átmenetet képez a hátsó részhez. A belső rész derűs, egyértelmű és cikornyáktól mentes. A minőségi kidolgozású, igényes anyagok és a világosan jelölt műszerek kellemes atmoszférát teremtenek a vezetéshez az utasóknak. Az autó fel van szerelve a "ParkPilot" parkolást segítő funkcióval is, amely a szűk parkolásban nyújt segítséget a sofőr számára.

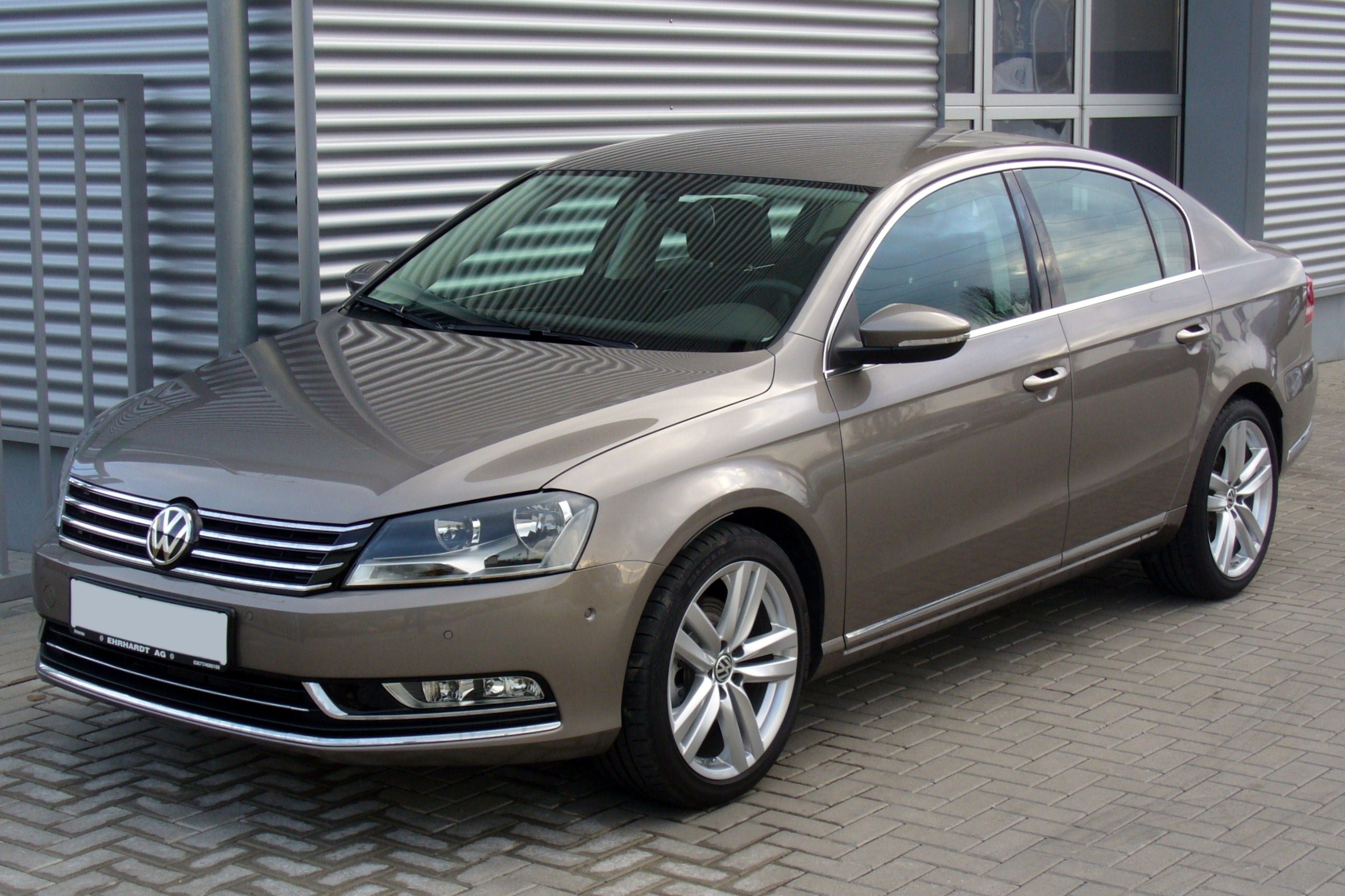
Volkswagen Passat B7 sedan

A DCC adaptív futómű-szabályozással ellátott Passatban három futómű egyben megtalálható. Sportos, komfortos vagy normál futómű-beállítás között választhat. Gombnyomásra beállítható az elektromosan állítható lengéscsillapítás, ugyanúgy, mint az elektromechanikus szervokormány. A DCC adaptív futómű-szabályozás folyamatosan reagál a különböző menethelyzetekre, figyelembe veszi a fékezési, kormányzási és gyorsítási folyamatokat, és hozzájárul a menettulajdonságok lényeges javulásához az utasok elégedettségére.
2010-ben jelent meg egy jelentős facelift, ami hasonlóan a B3-aséhoz felért egy új generációval, noha nem annak szánták; a B7 szintén főleg az újratervezett hűtőmaszkban és az első-hátsó lámpatestekben különbözött. A B7 kombijából jelent meg először terepesített verzió Passatból Alltrack néven – ahogy ugyanezen a néven jelent meg ilyen típus a Golf Variantból is 2021-ben –, mely nem csak összkerékhajtással rendelkezett, de műszakilag is a terepen való jobb boldogulást tette lehetővé.

## Nyolcadik generáció (B8; 2015–2023)

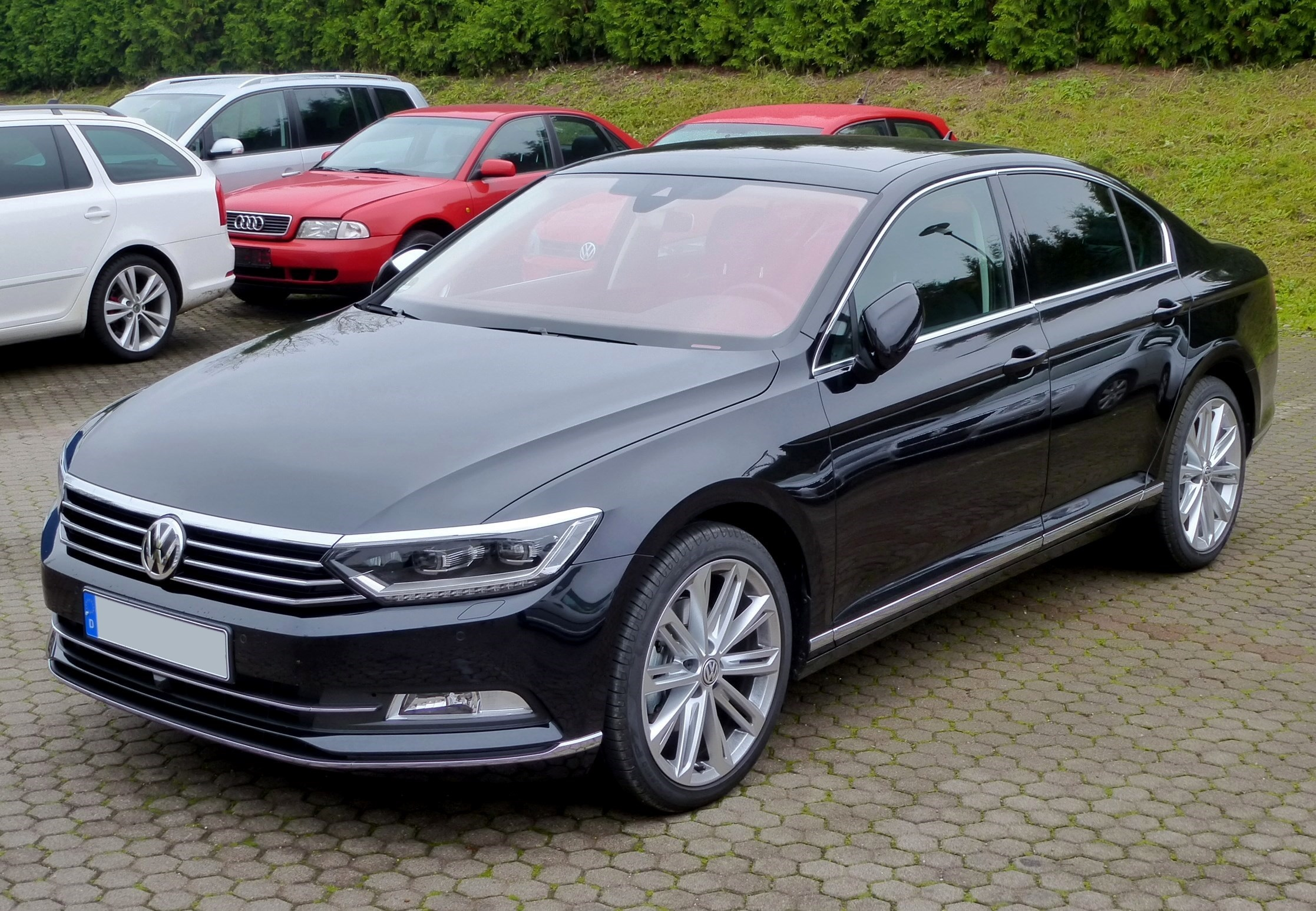
Volkswagen Passat B8 Limousine 2.0 TDI

A nyolcadik generációs modellt 2014 novemberében vezették be az európai kontinensen, 2015 januárjában pedig az Egyesült Királyságban limuzin és kombi kivitelben. Számos fejlett, vezetéstámogató rendszerekkel szerelték fel, beleértve a félautomata parkolórendszert, a gyalogos ütközés-elhárító rendszert és a sürgősségi vezető asszisztenst, amely automatikusan átveszi az irányítást a jármű felett, ha a sofőr sérülést szenvedett, vagy orvosi ellátásra szorul. A Passat történetében először hibrid verzió is itt jelent meg.
A 2014-ben megválasztott Peugeot 308 modell után a 2015-ös 85-ik genfi kiállításon a VW Passat B8 nyerte el első helyezéssel a hét-kocsis döntőben Az Év Gépkocsija nevet, megelőzve a BMW i3 és a Tesla Model S-t. 2019-ben megjelent a B8 Passat Alltrack is.

## Kilencedik generáció (B9; 2023-)

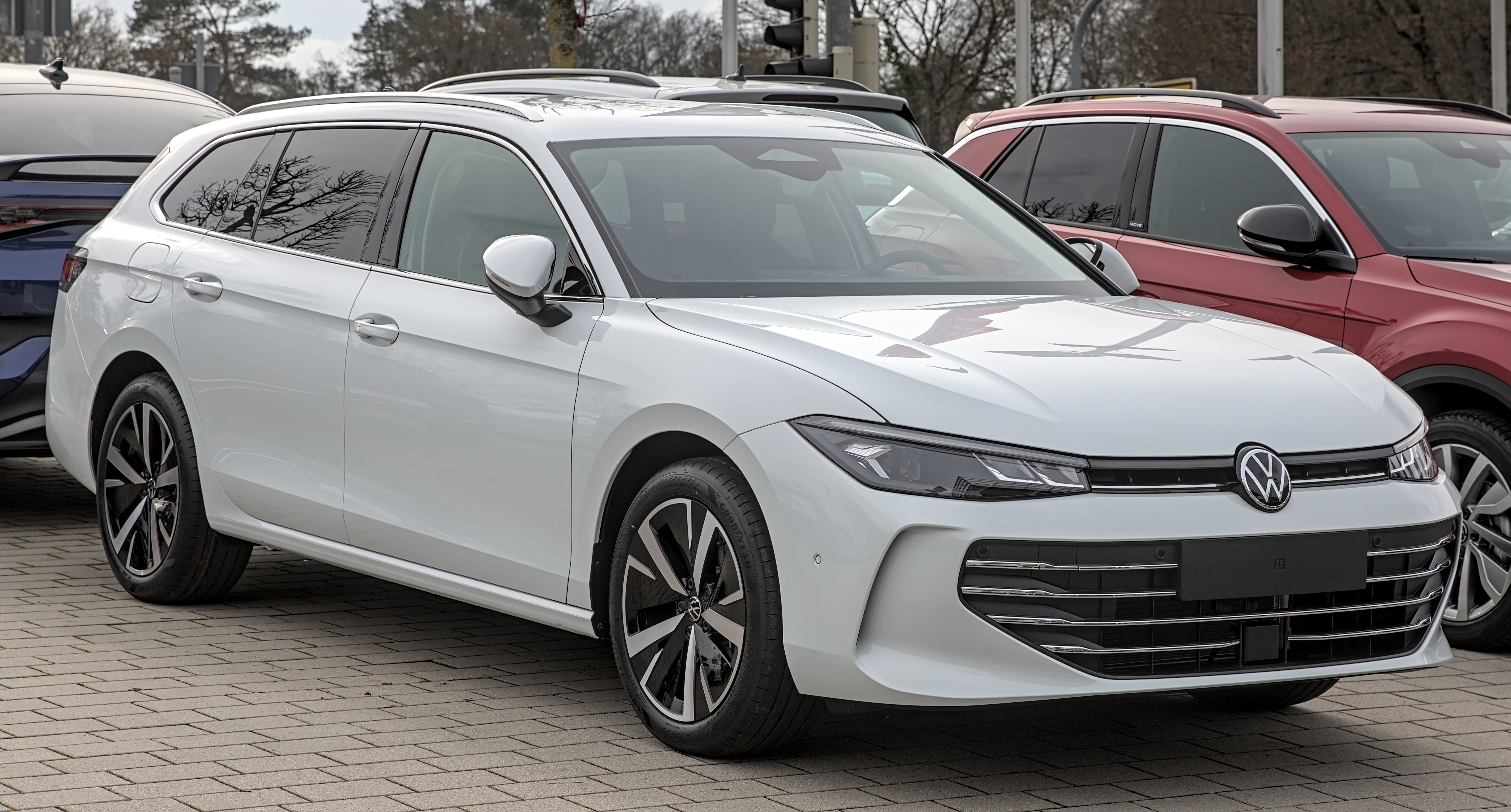
Volkswagen Passat Variant B9

2023 augusztus végén leplezték le a kilencedik generációs Passatot, mely már csak kombi, azaz Variant kivitelben lesz kapható 2024-től, és az utolsó, amibe belső égésű motor kerül, miután a jövőben a Volkswagen az elektromos hajtásra helyezi a hangsúlyt, de az akkori igazgató nyilatkozata azt sem zárja ki, hogy maga a Passat típus gyártása is véget ér a kilencedik generációval. A Passat limuzin elmaradása amiatt történt, mert sokkal inkább a kombi verziót vették, mint a limuzint. Ettől függetlenül két, kínai piacon forgalmazott Volkswagen limuzin, a Magotan és Passat Pro is a B9-es Passat alapján készül. A Passat modell felhagyása több más típussal együtt pedig a cég átszervezése miatt történik; az eladások szerint a Passat helyét az időközben felfutott Arteon, illetve a Škoda Superb vette át, de a Volkswagen is tervez egy új típussal a Passat helyére. A kocsi háromféle benzines, háromféle dízel és kétféle továbbfejlesztett hibrid erőforrással jelenik meg.

## Galéria

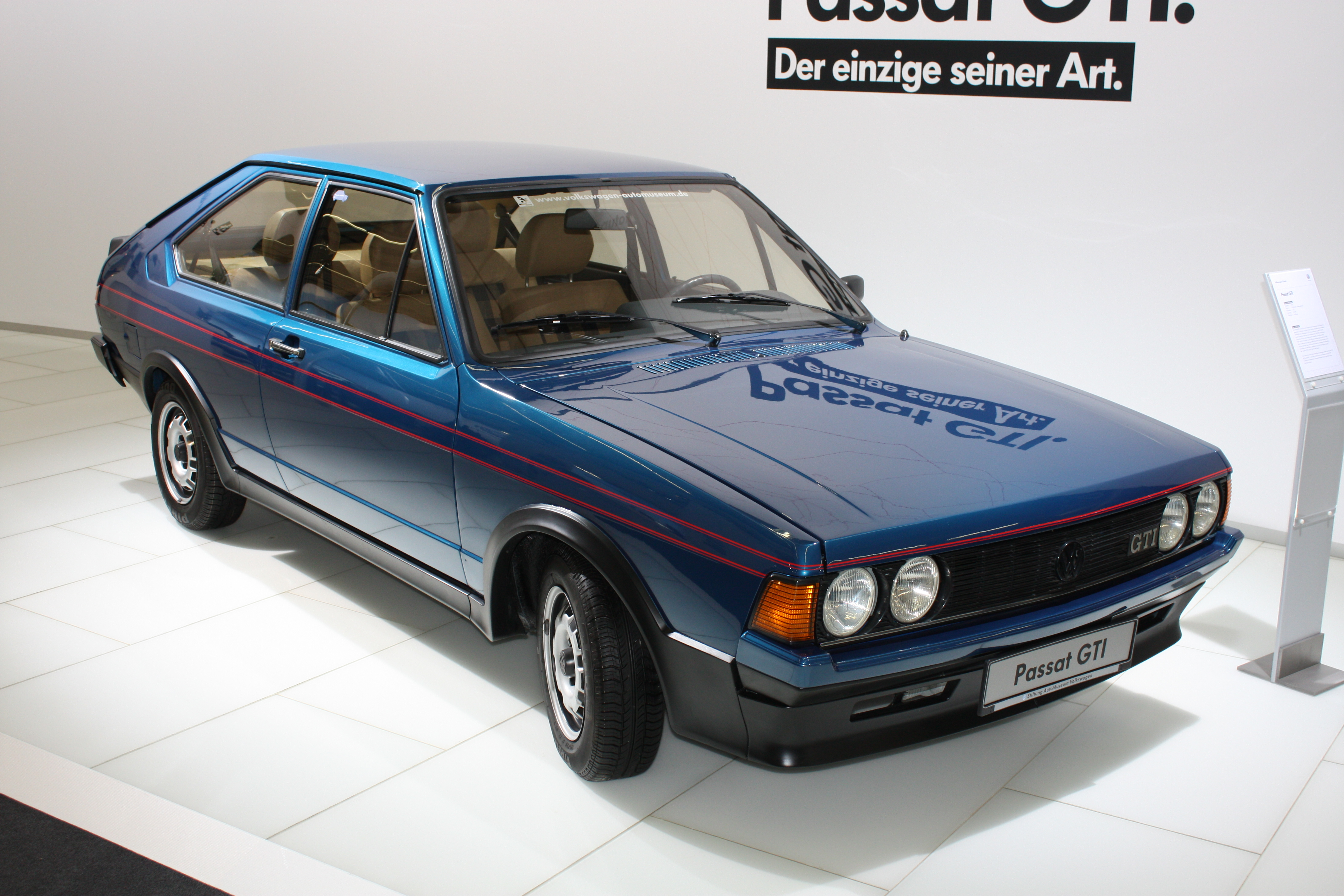
Passat B1 GTI prototípus
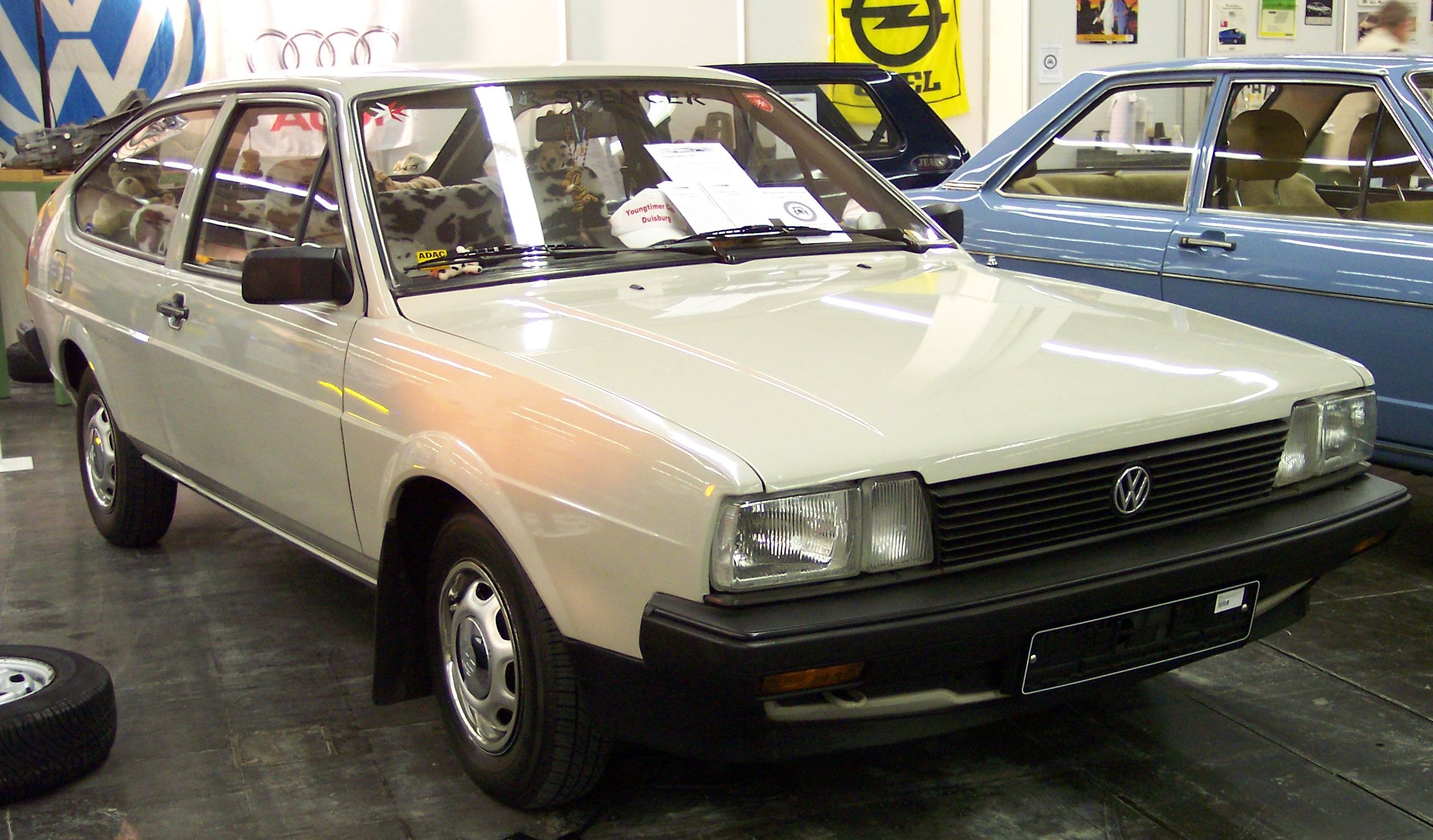
Passat B2 3 ajtós
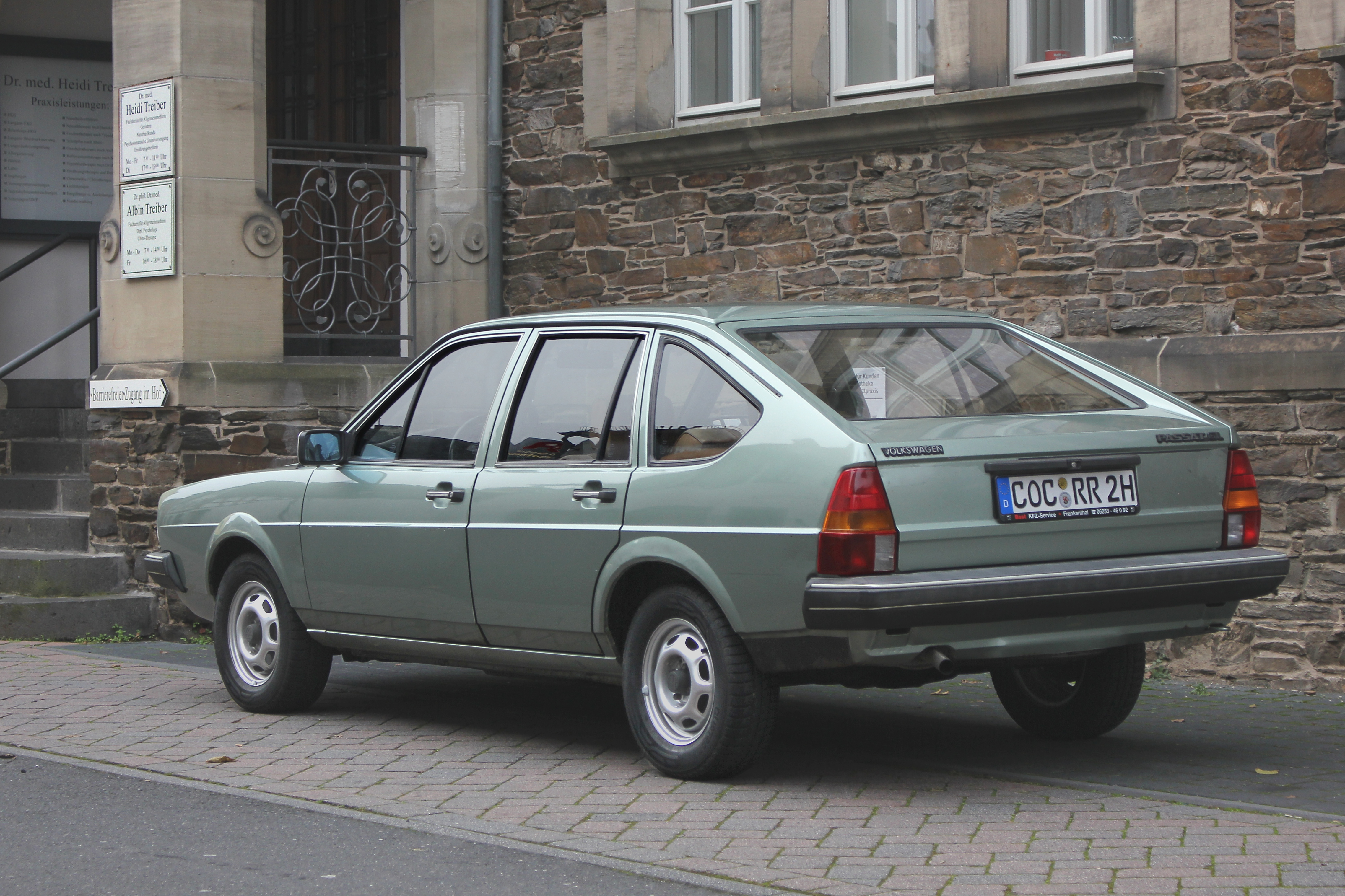
Passat B2 5 ajtós
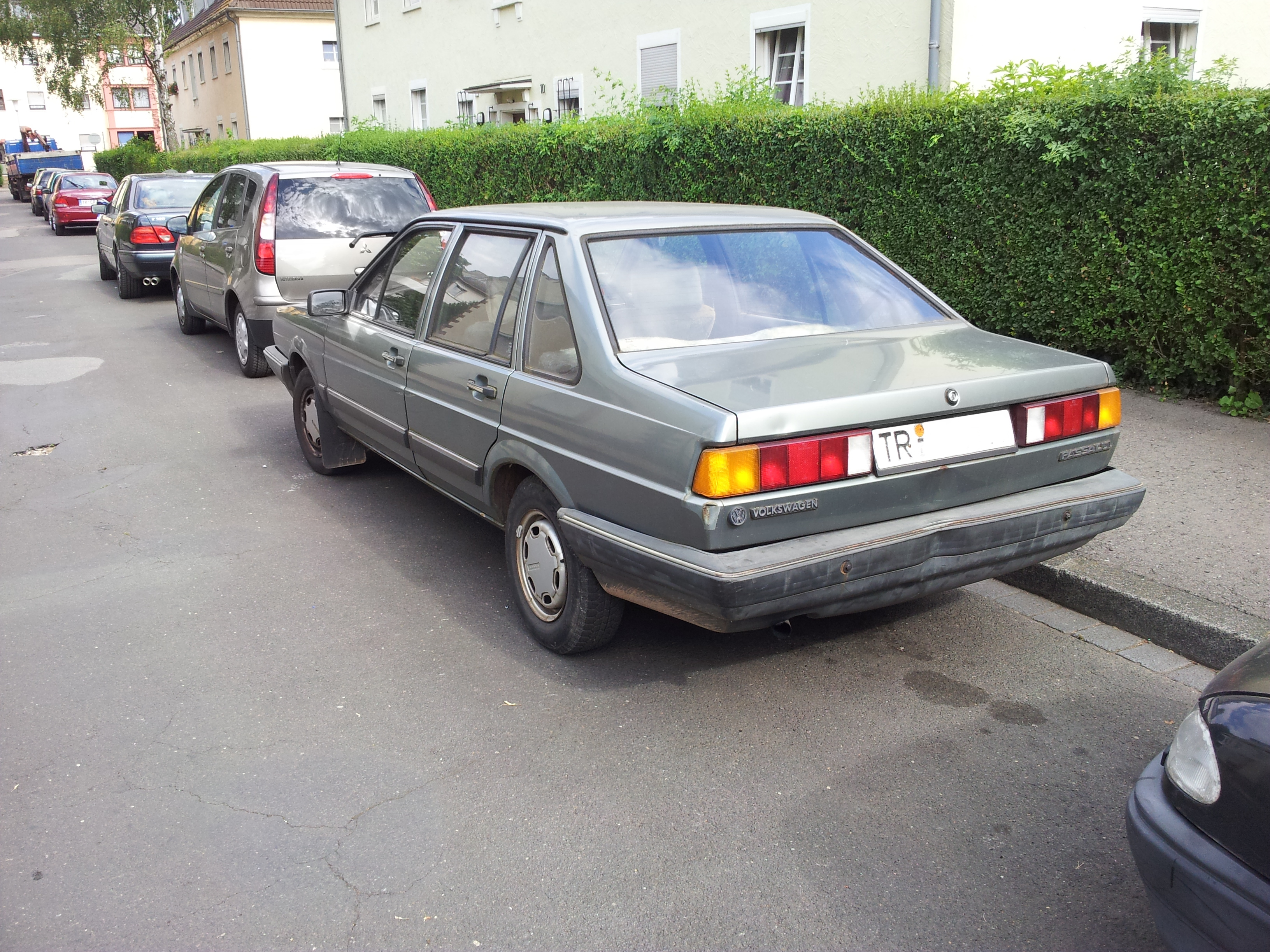
Passat B2 sedan Santana
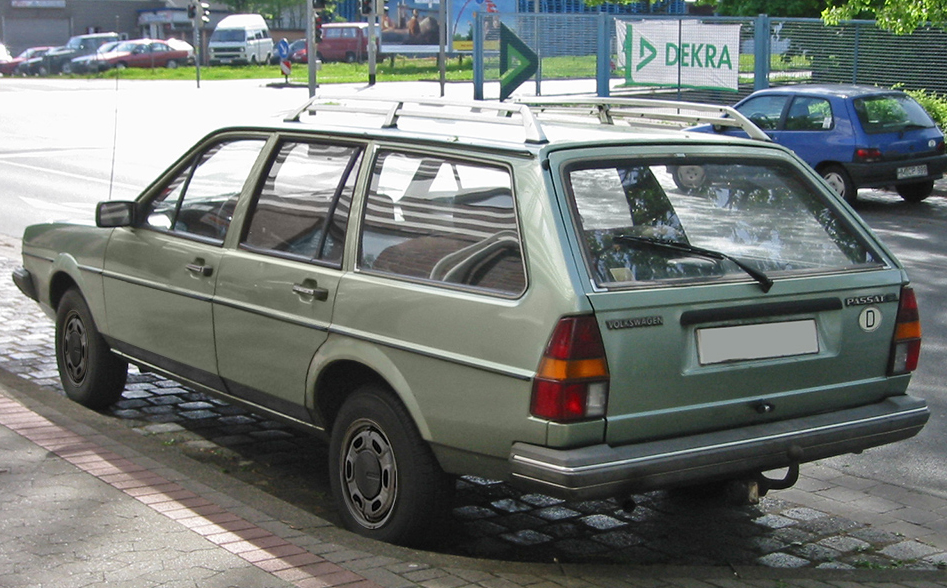
Passat B2 kombi
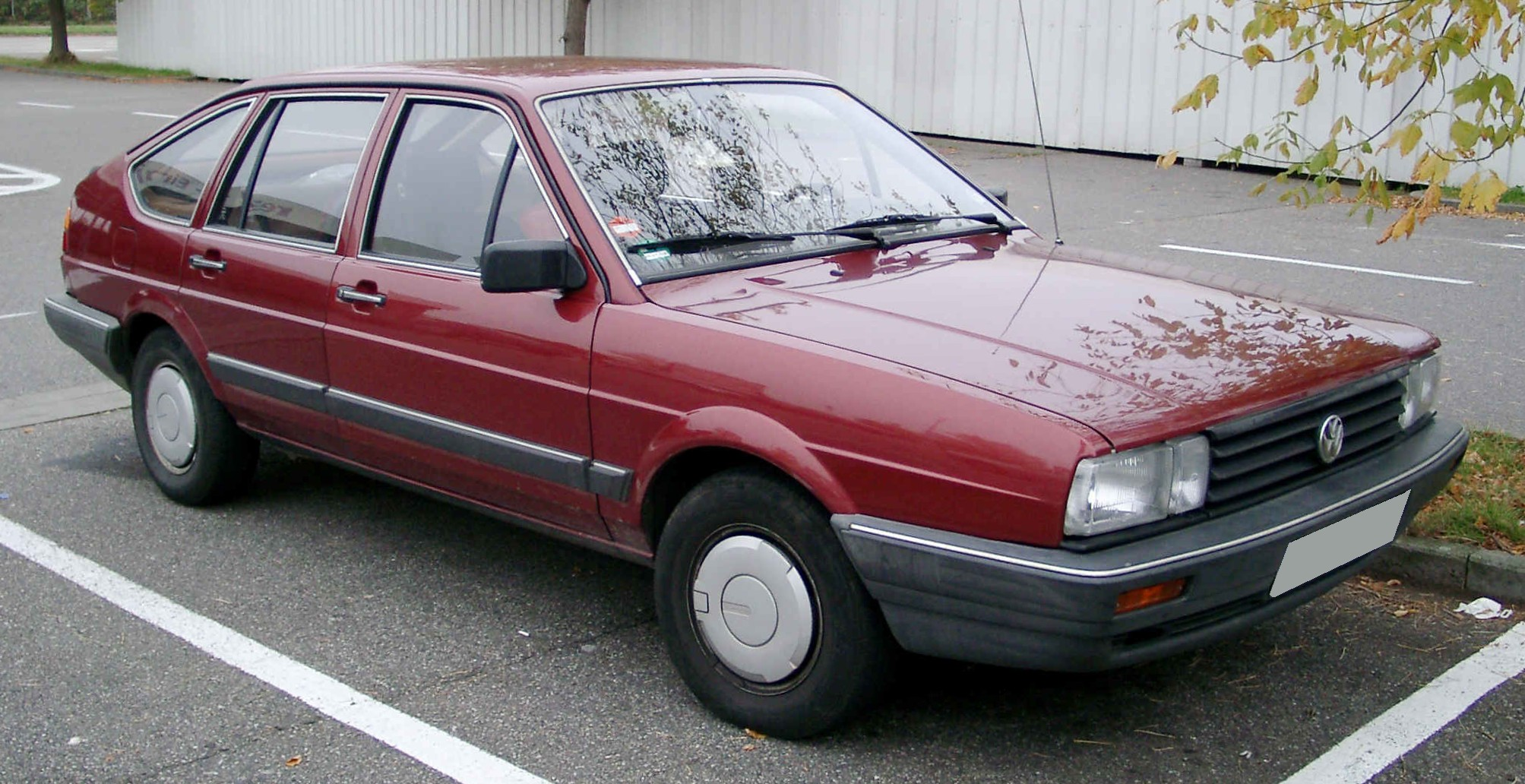
Passat B2 5 ajtós facelift
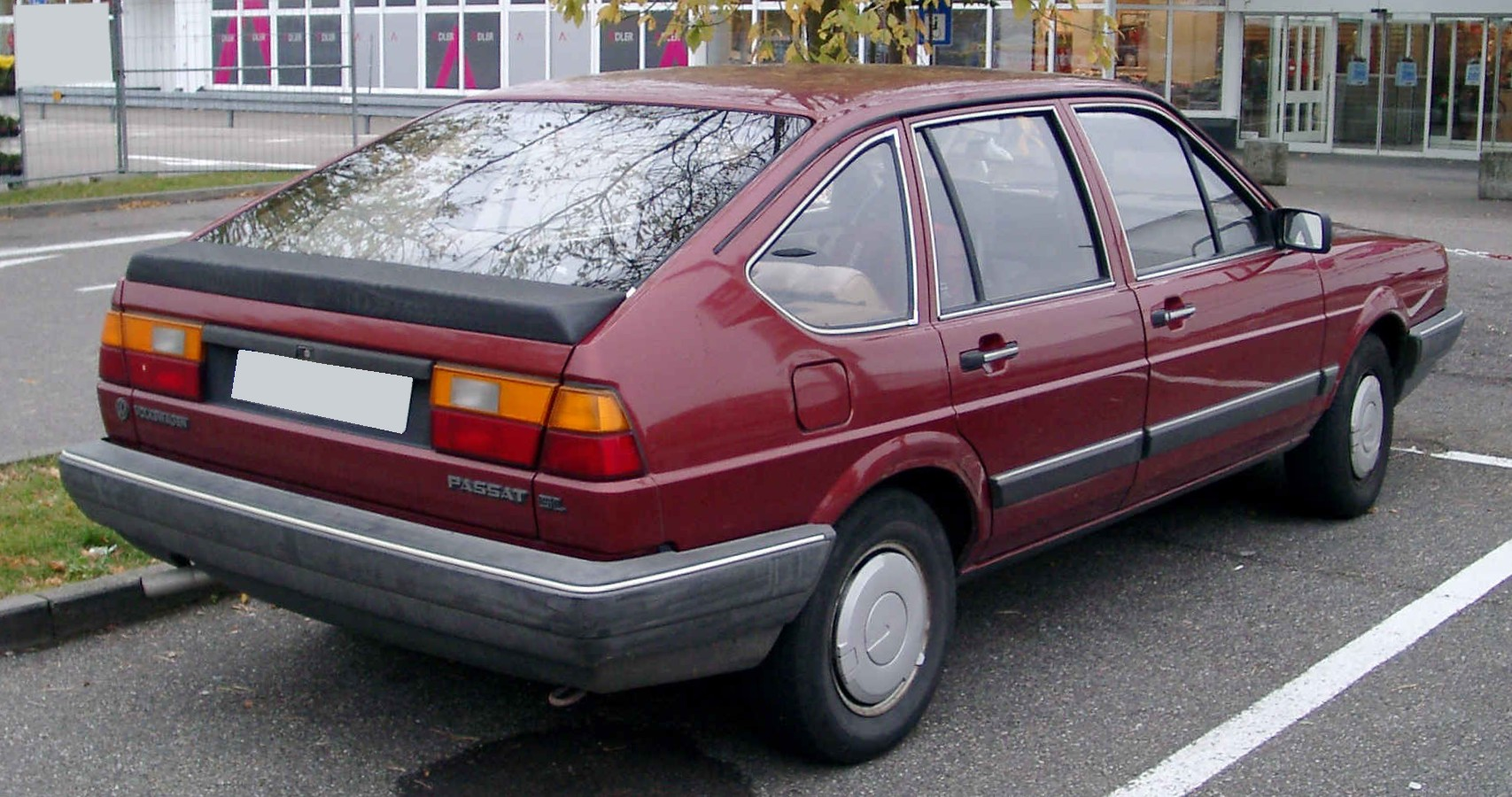
Passat B2 5 ajtós facelift hátulról
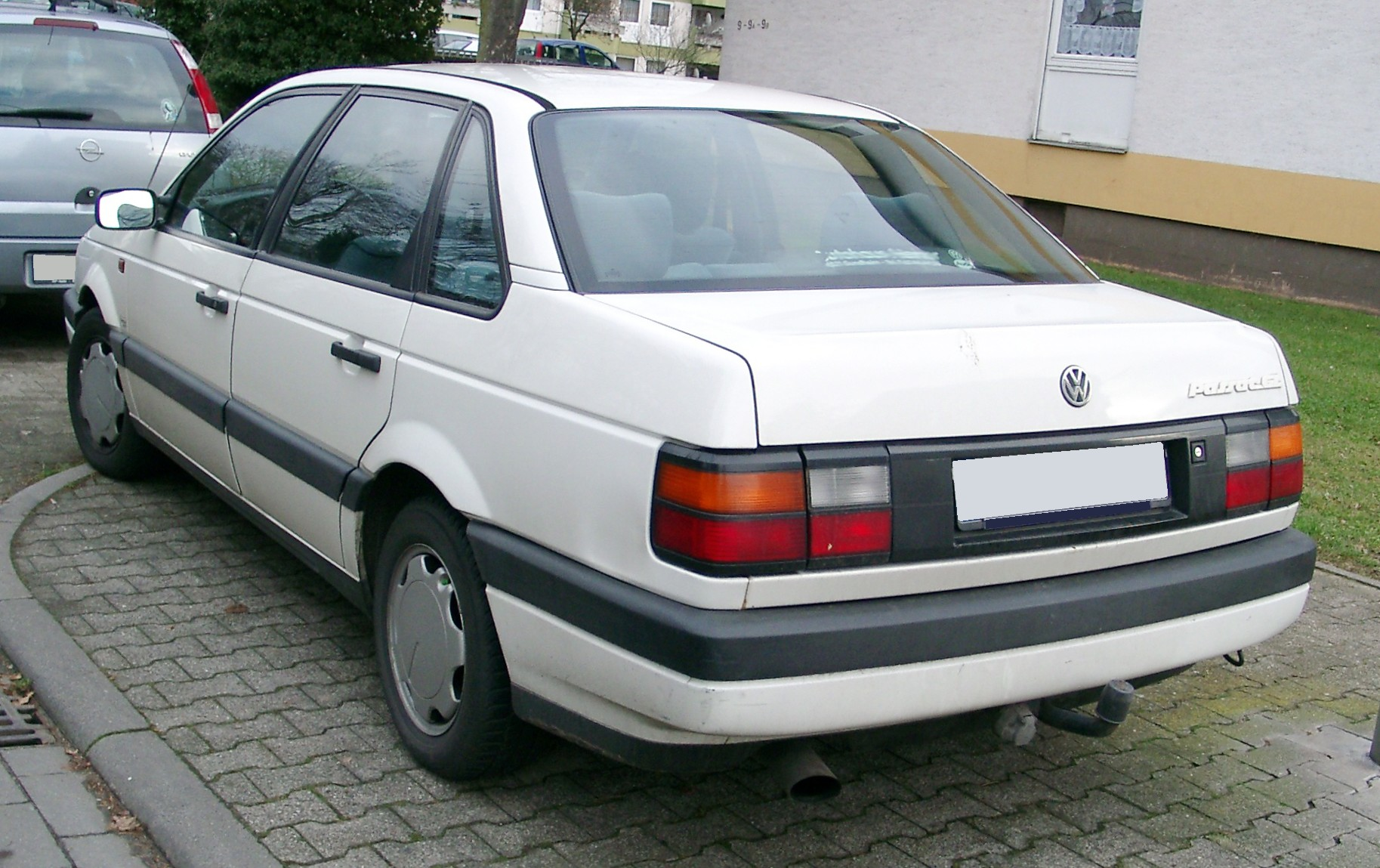
Passat B3 sedan hátulról
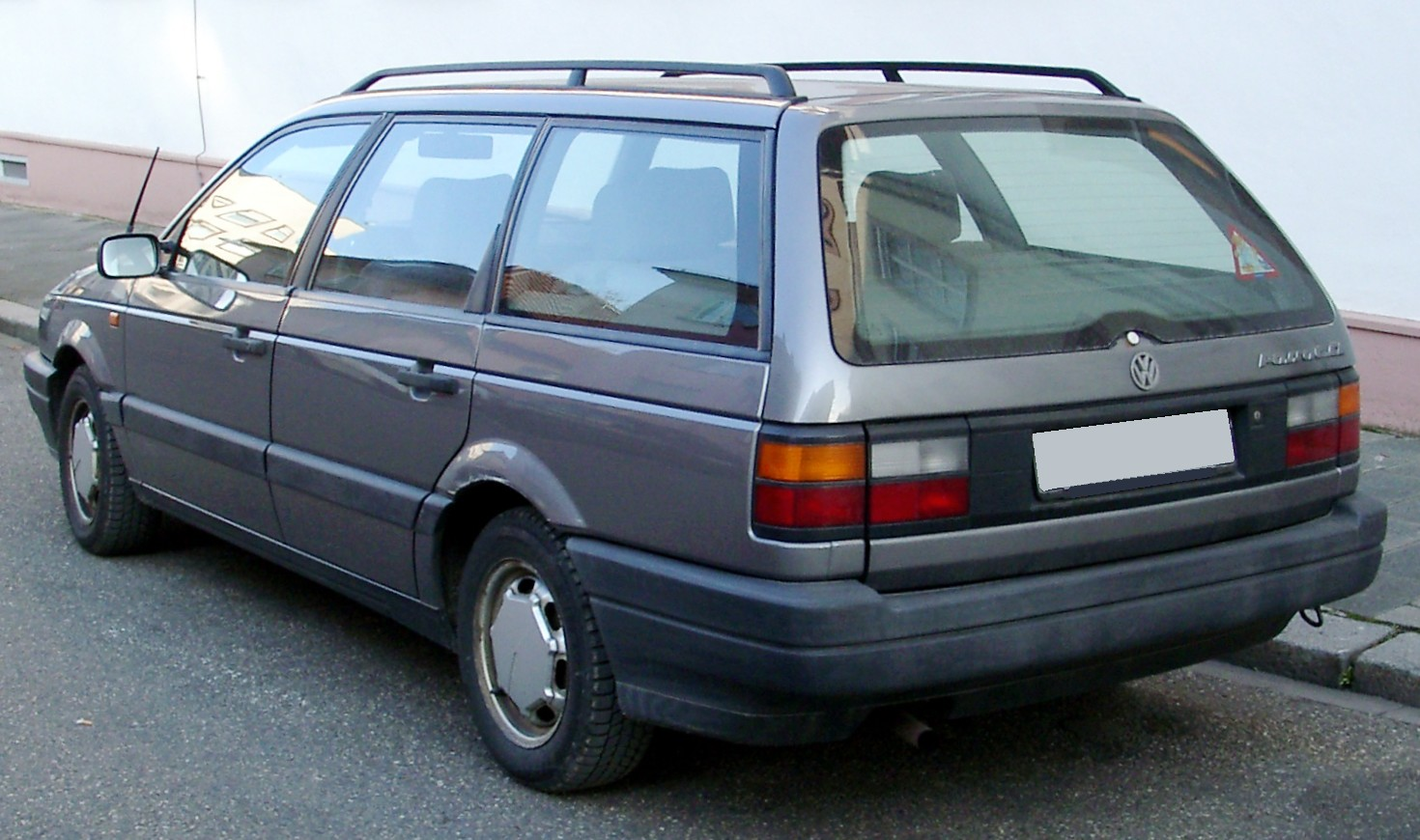
Passat B3 kombi
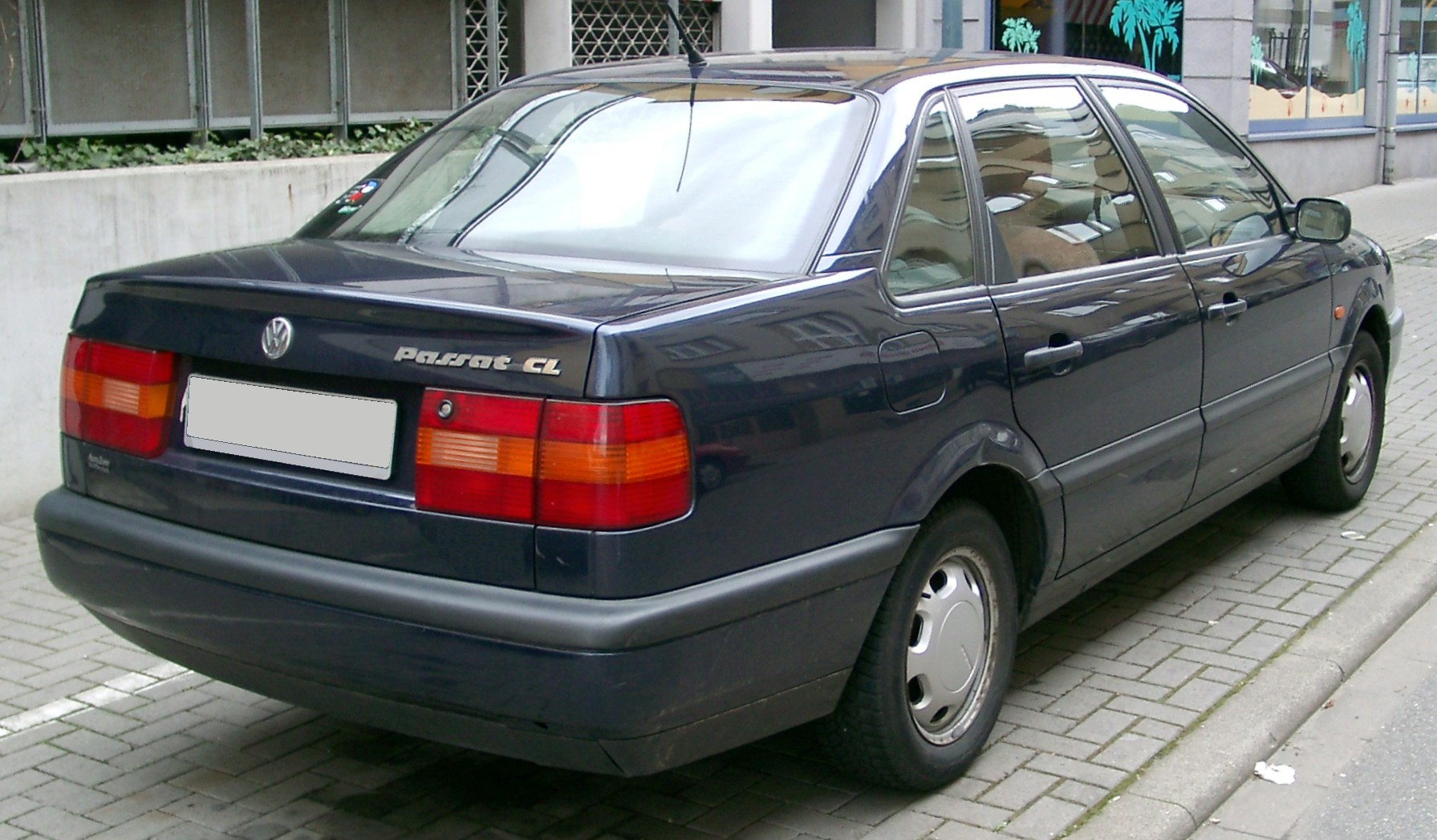
Passat B4 sedan hátulról
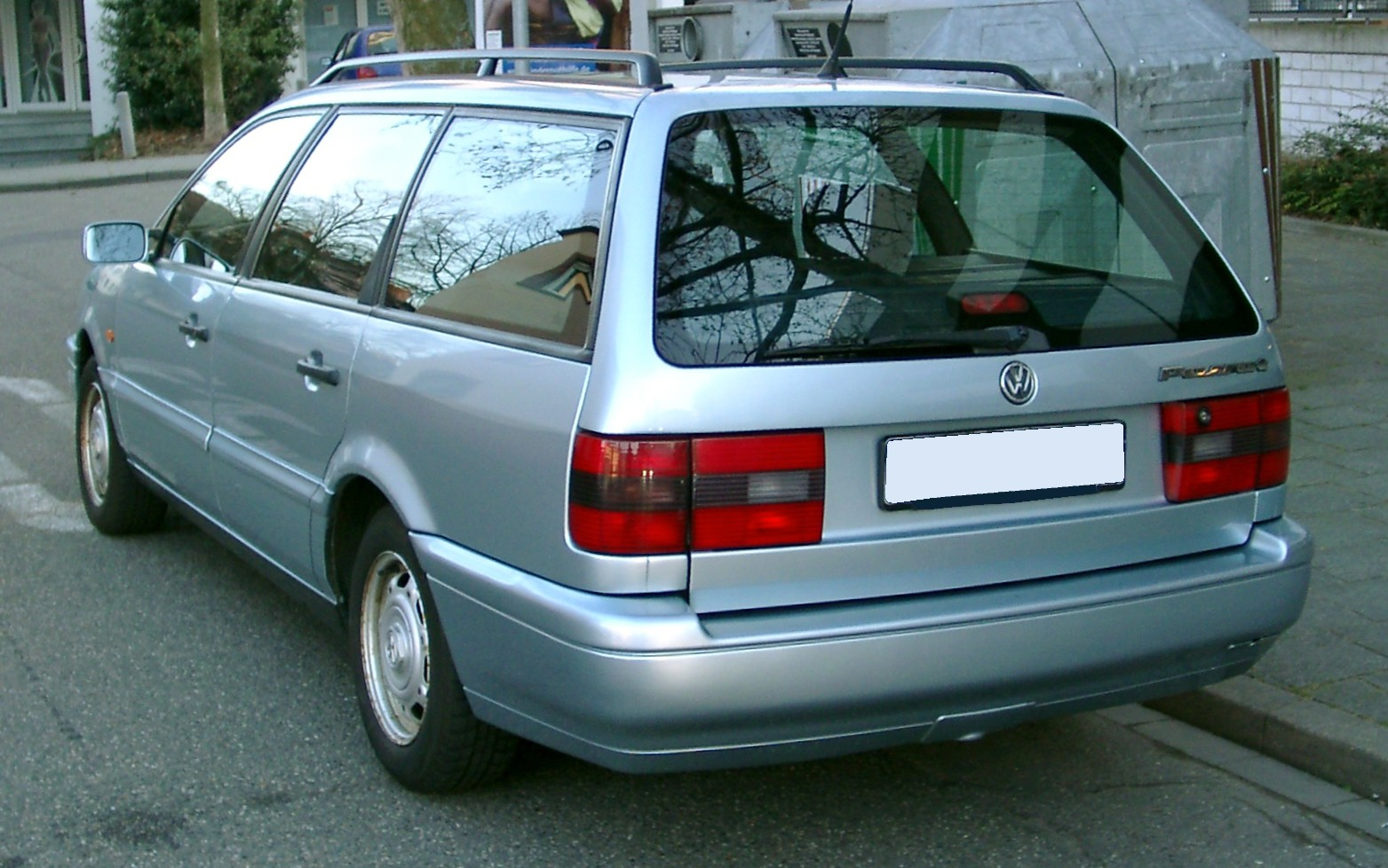
Passat B4 kombi
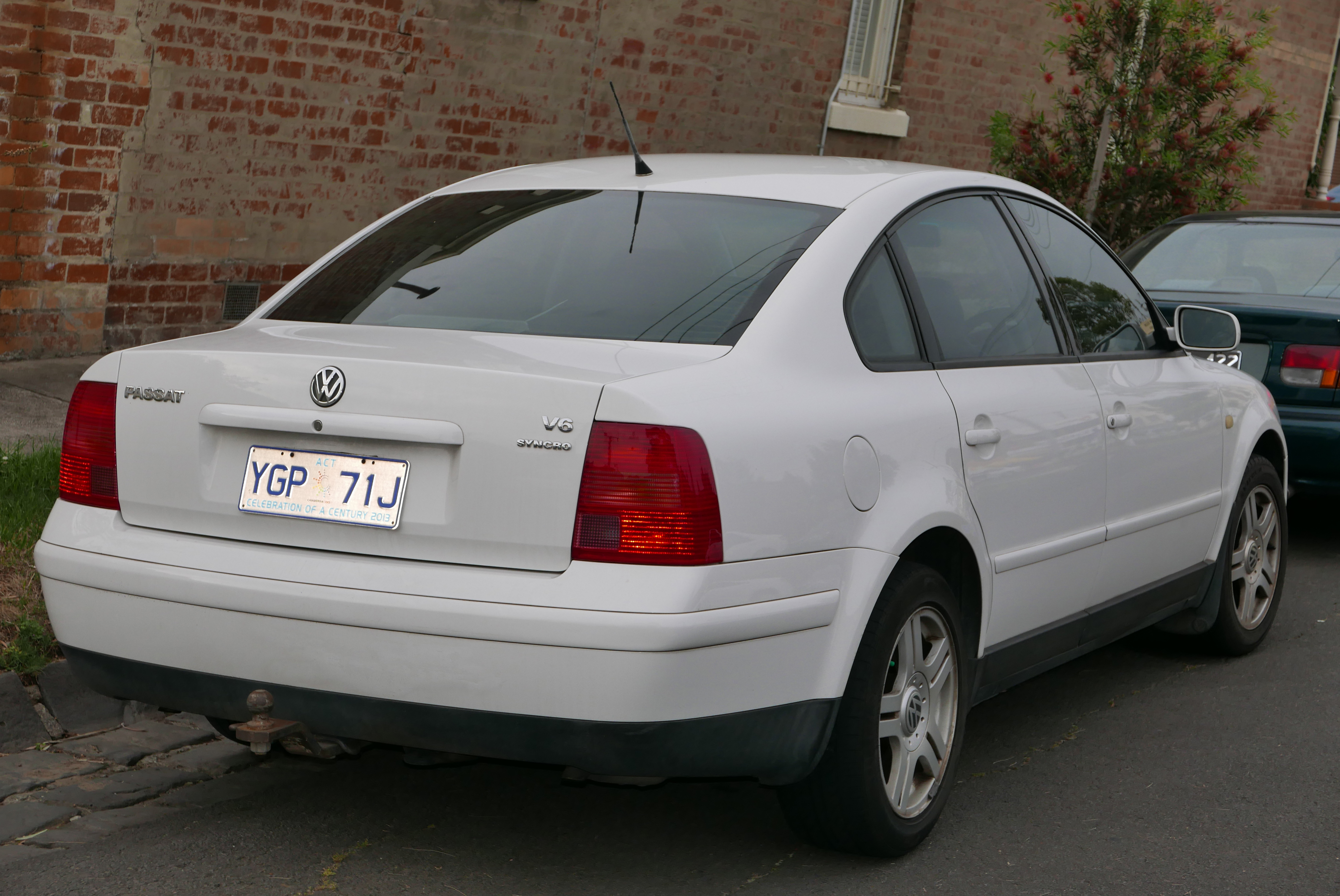
Passat B5 sedan hátulról
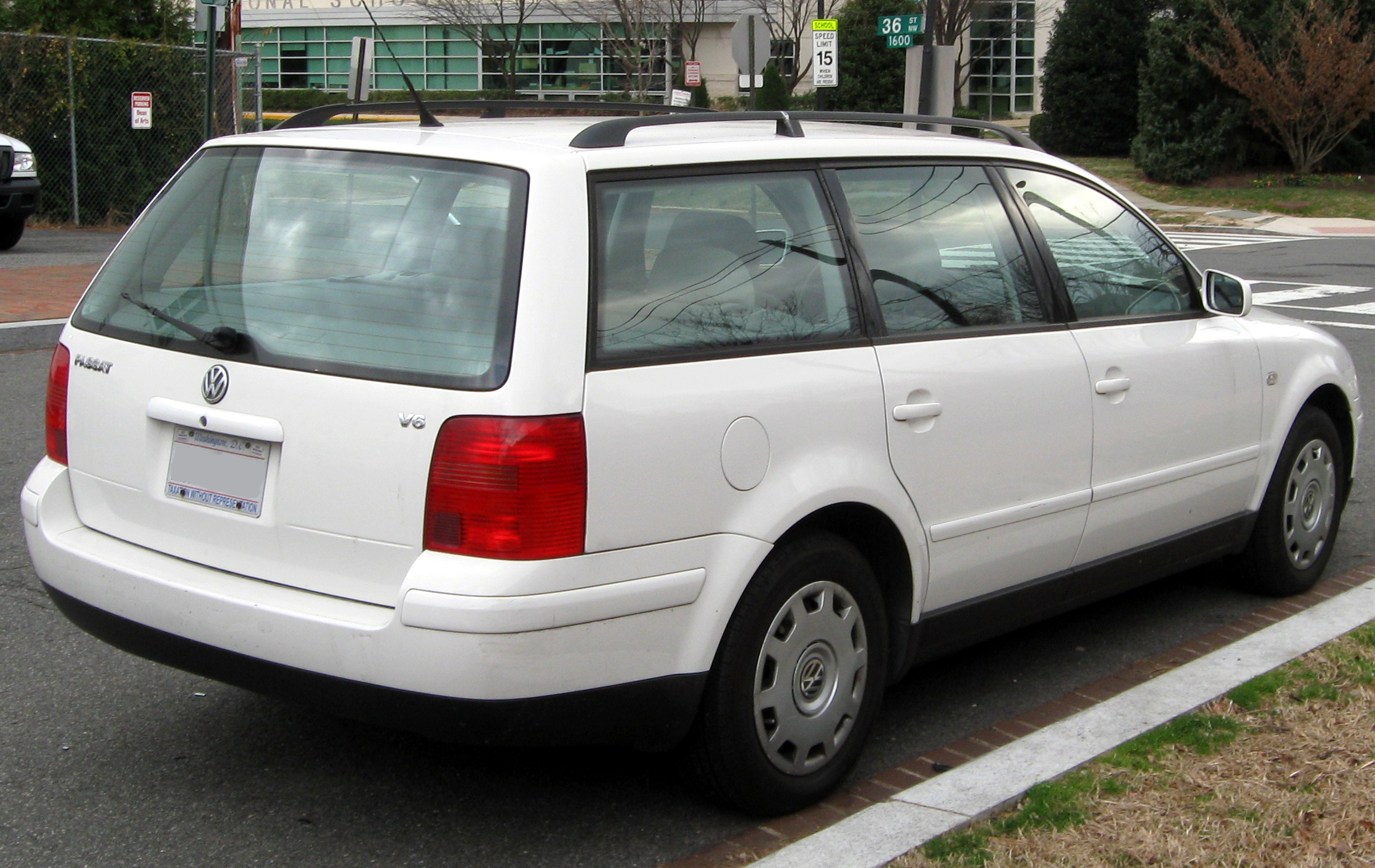
Passat B5 kombi
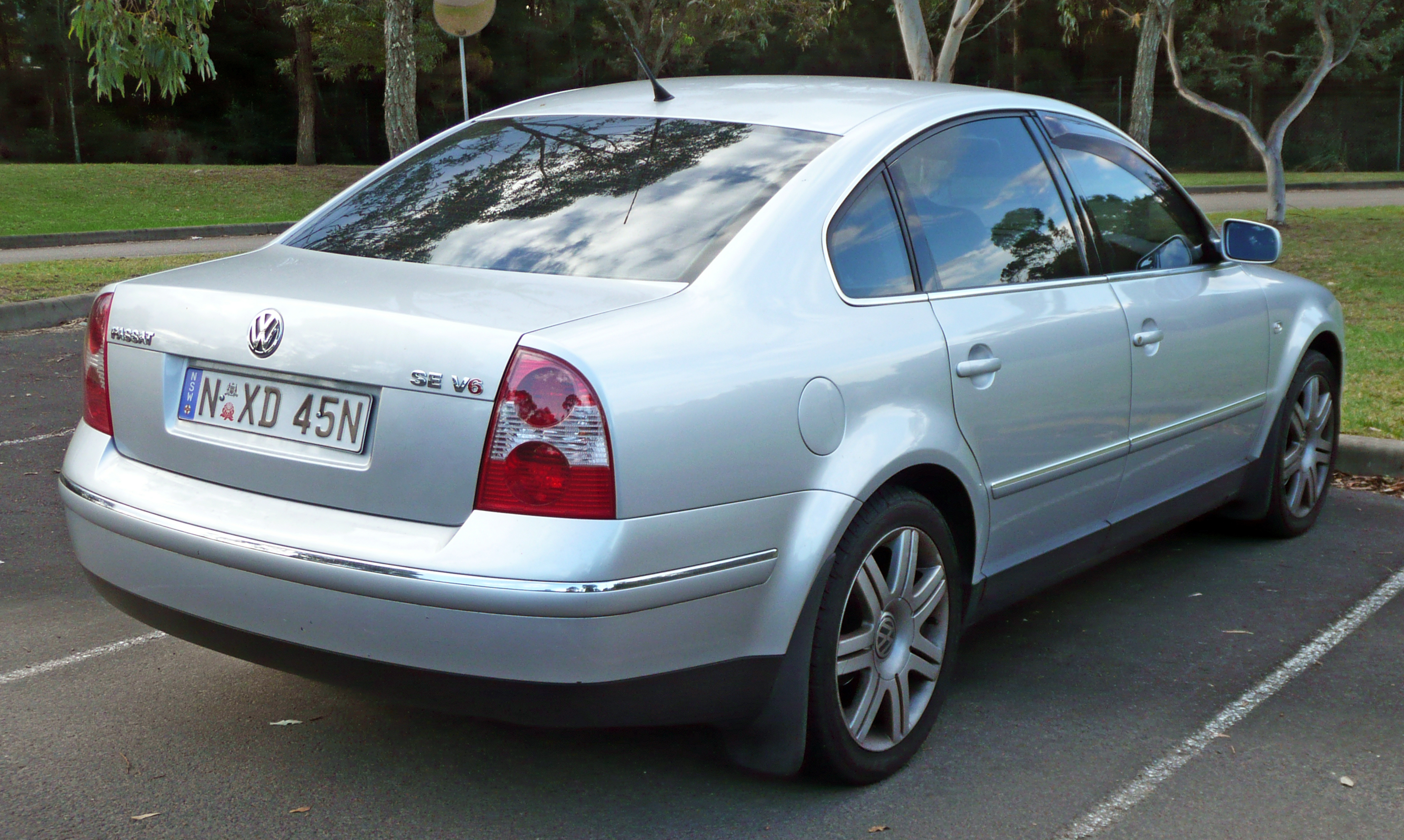
Passat B5.5 sedan hátulról
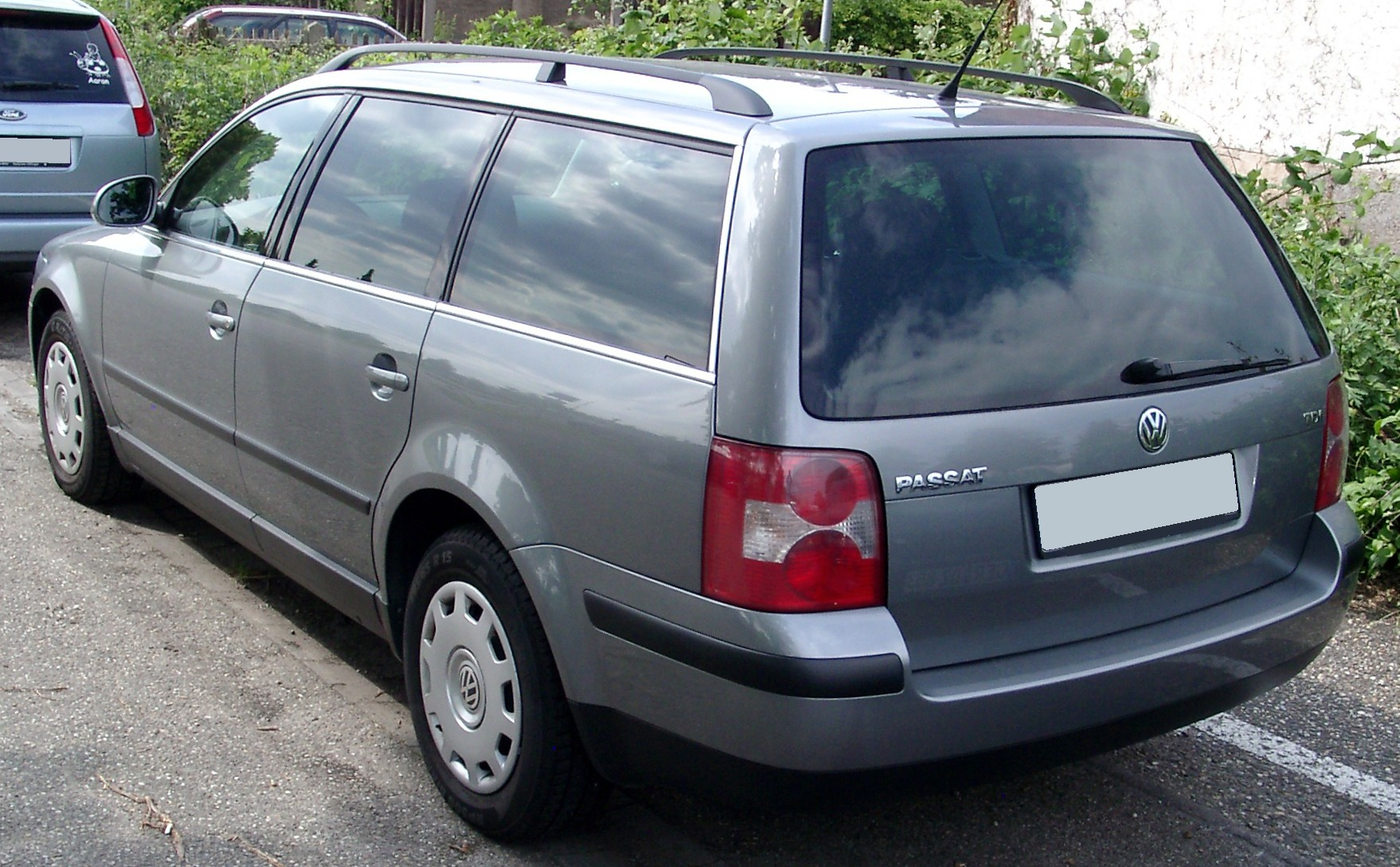
Passat B5.5 kombi
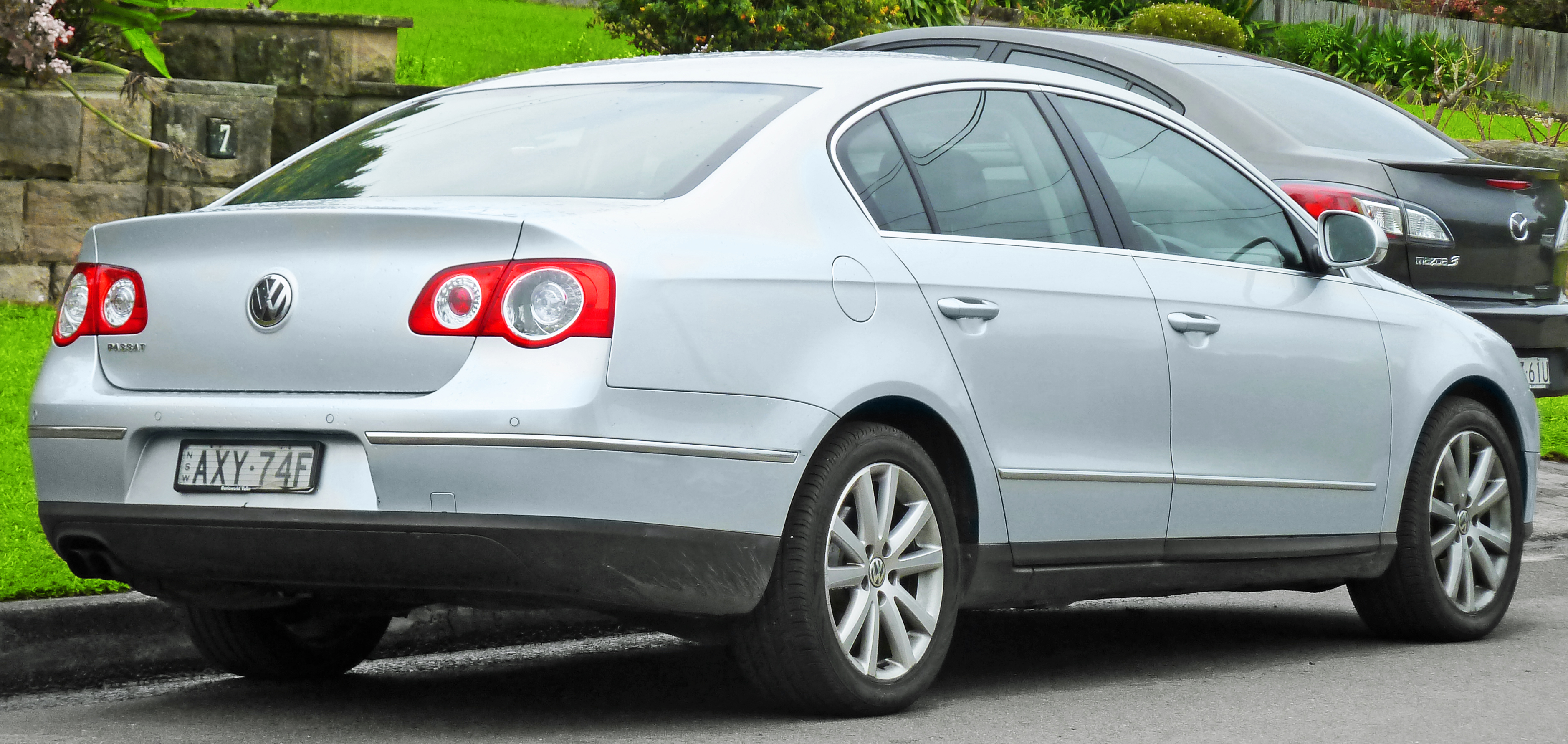
Passat B6 sedan hátulról
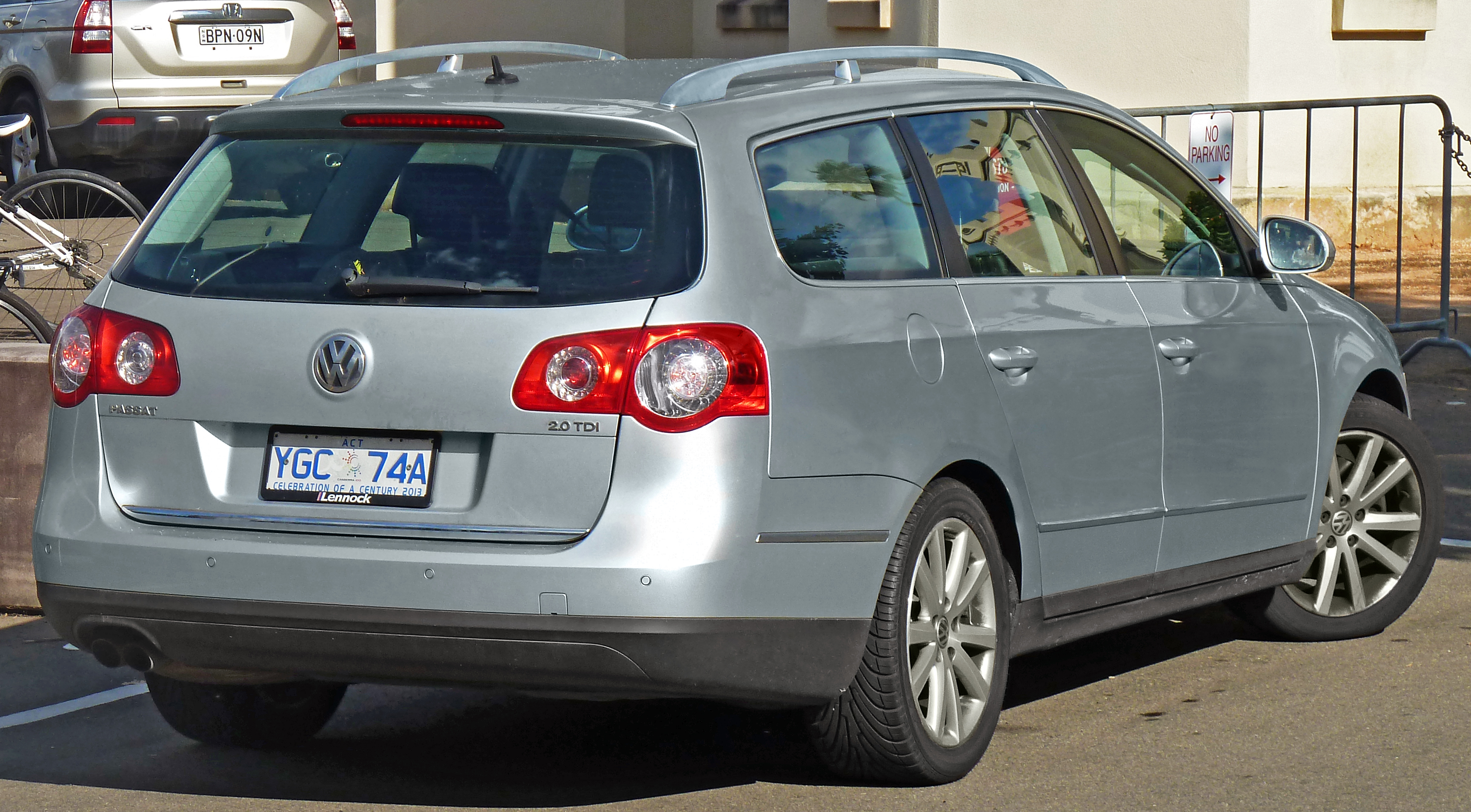
Passat B6 kombi
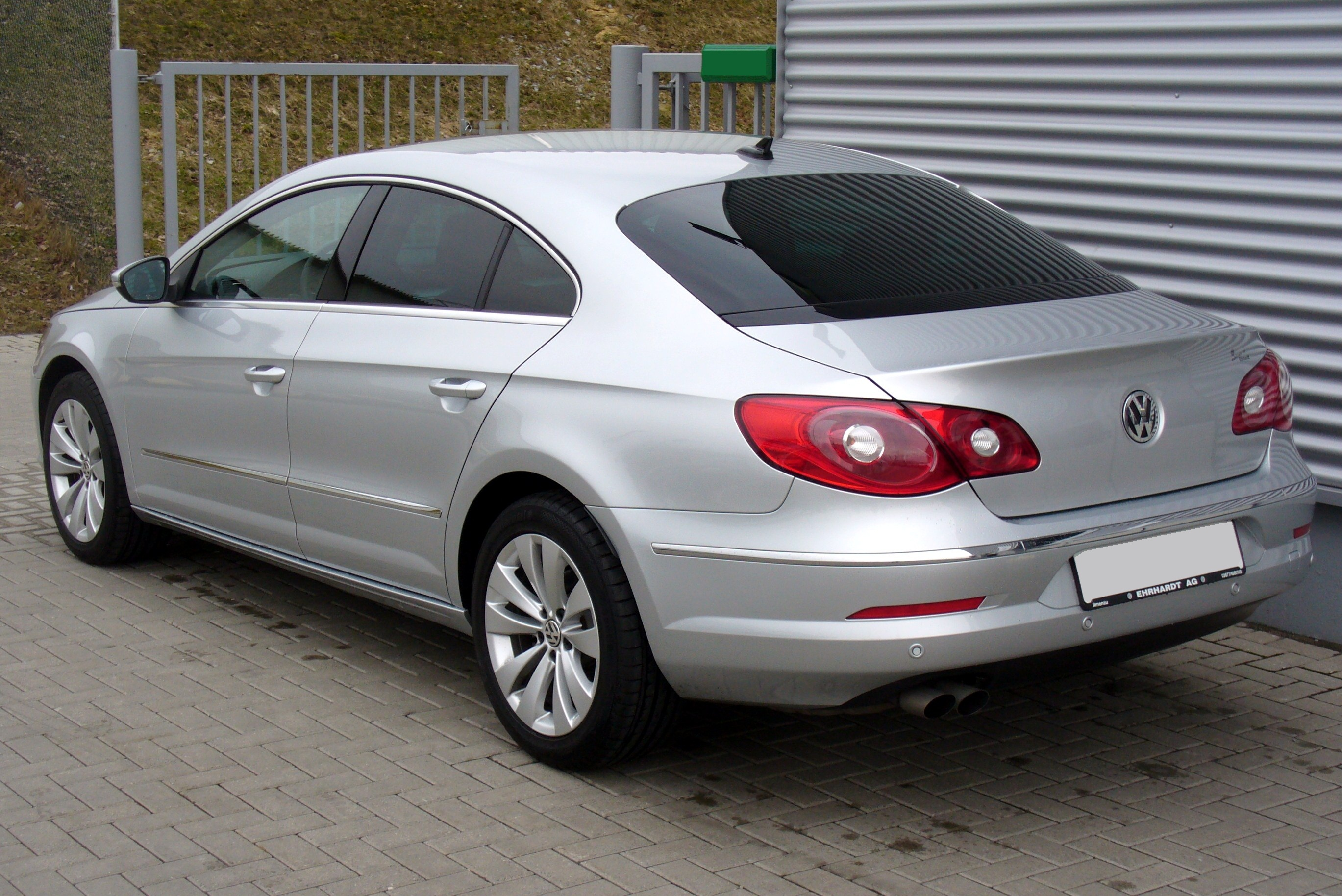
Passat CC hátulról
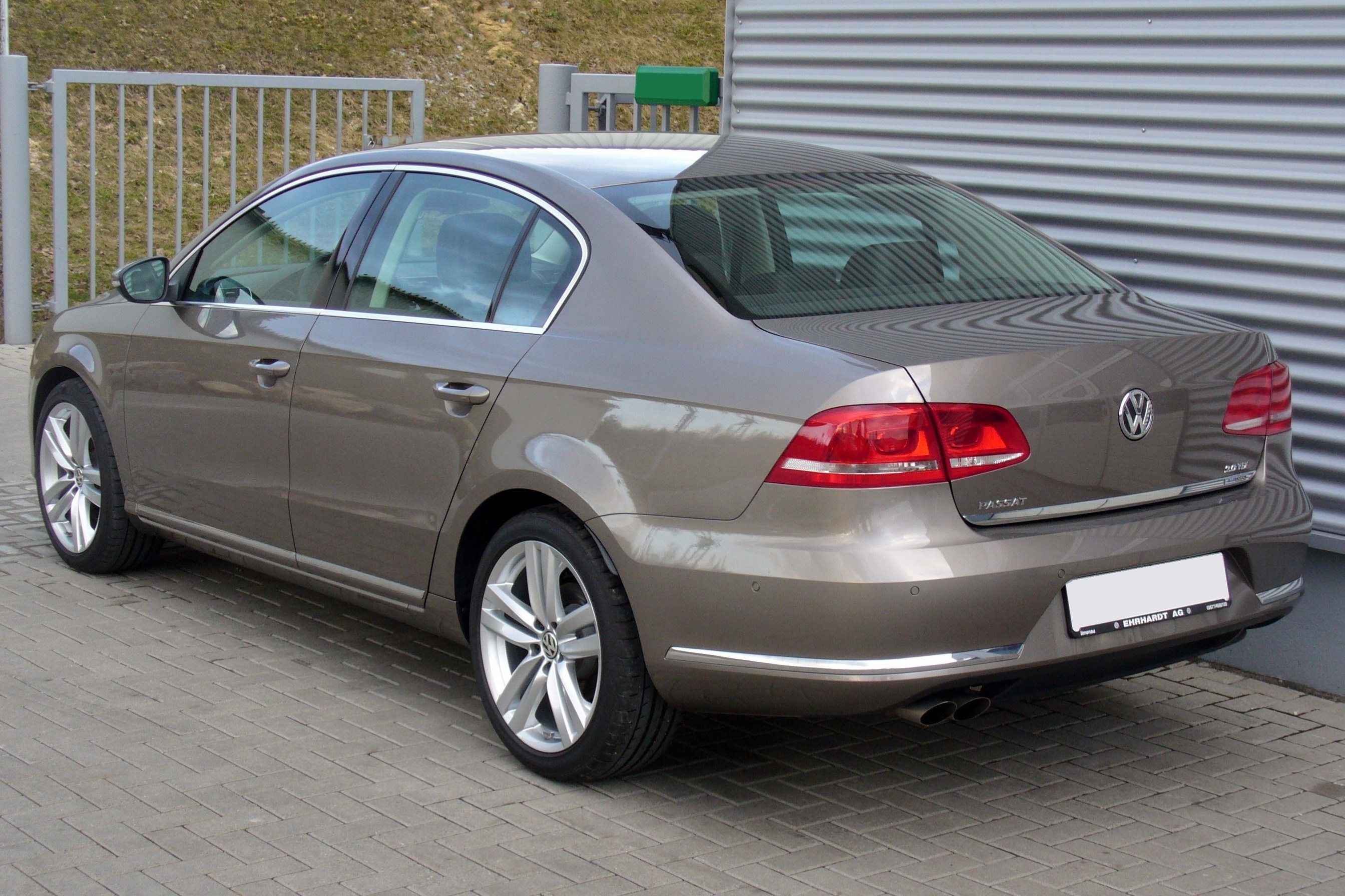
Passat B7 sedan hátulról
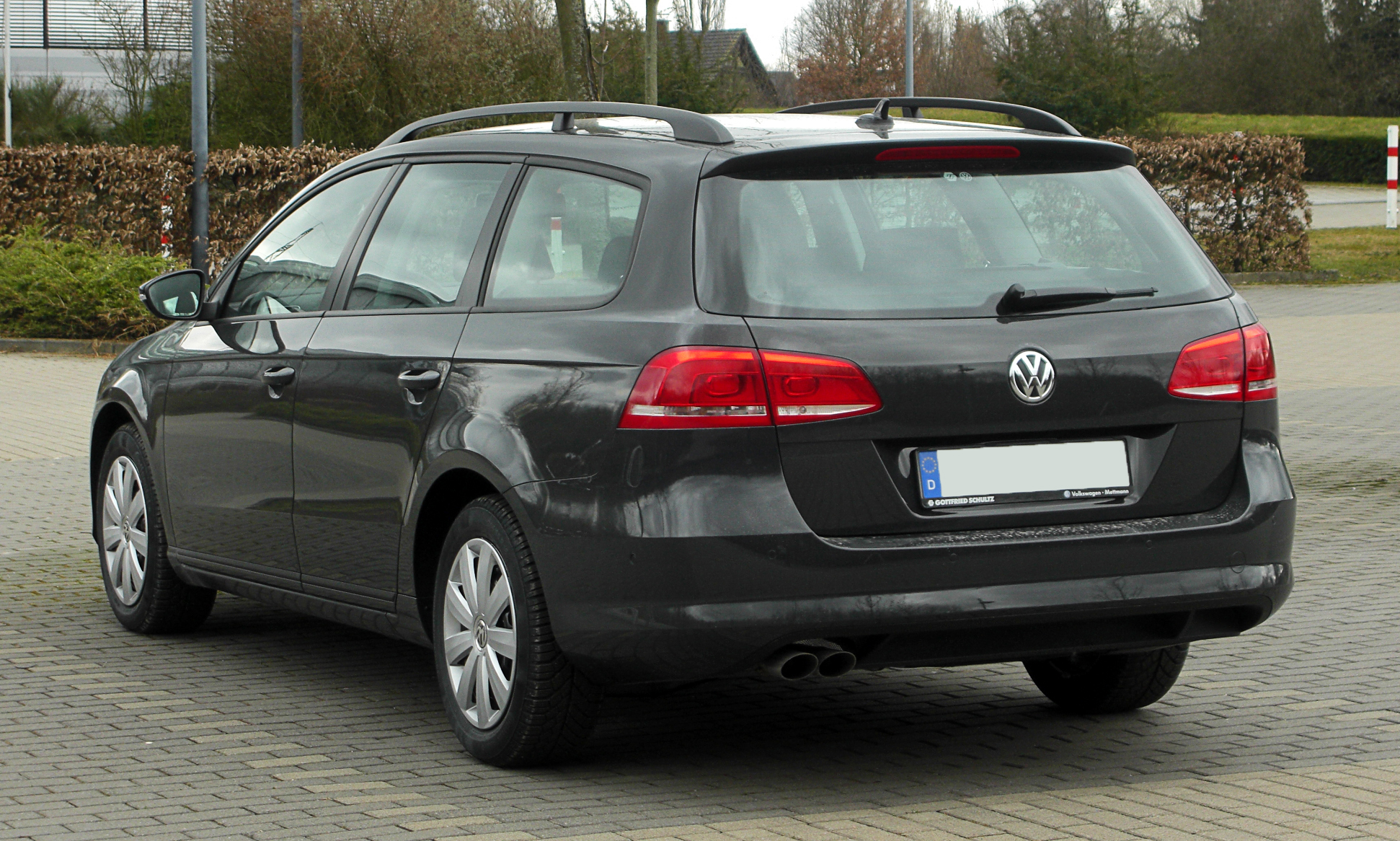
Passat B7 kombi
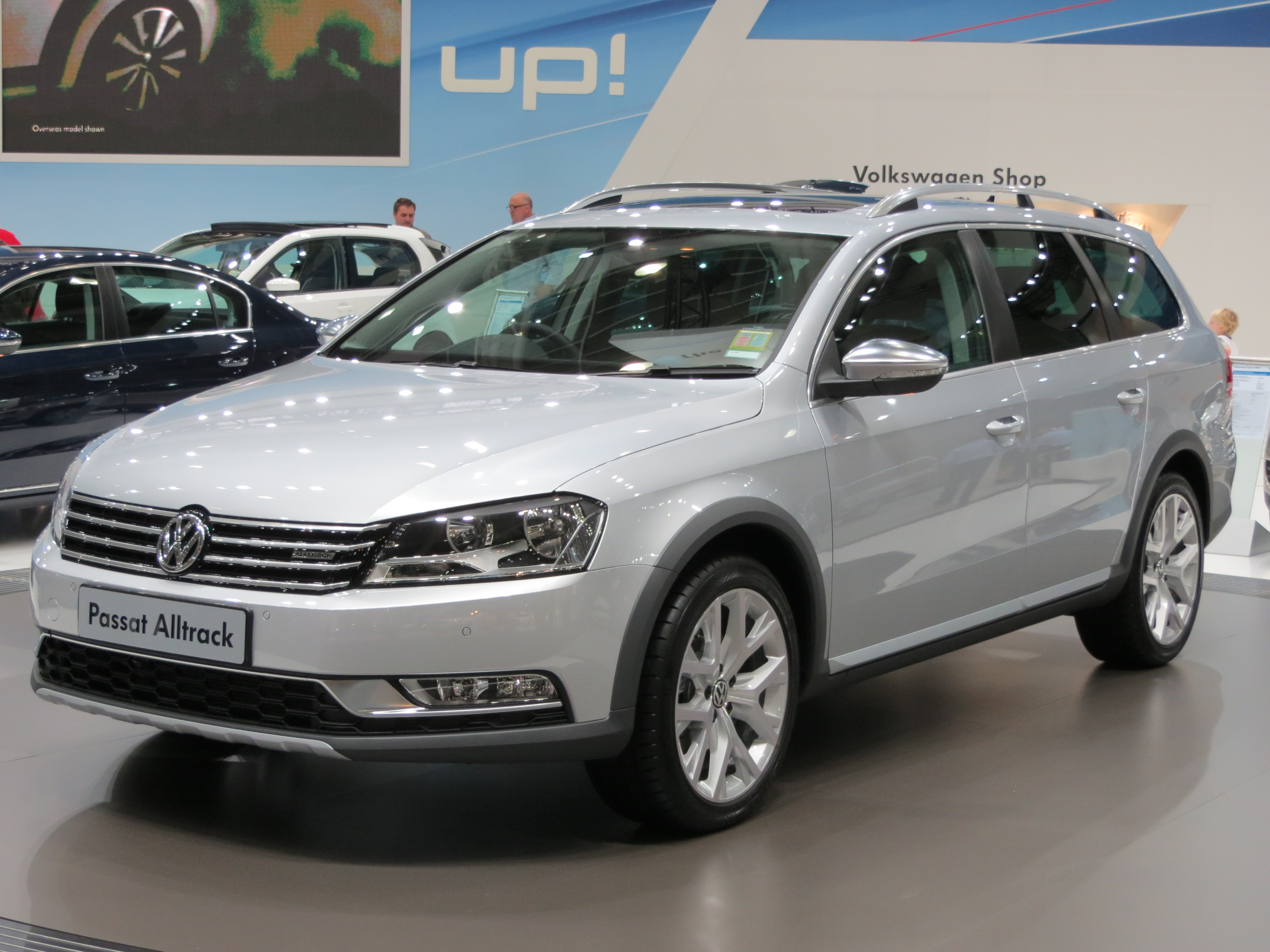
Passat B7 kombi Alltrack
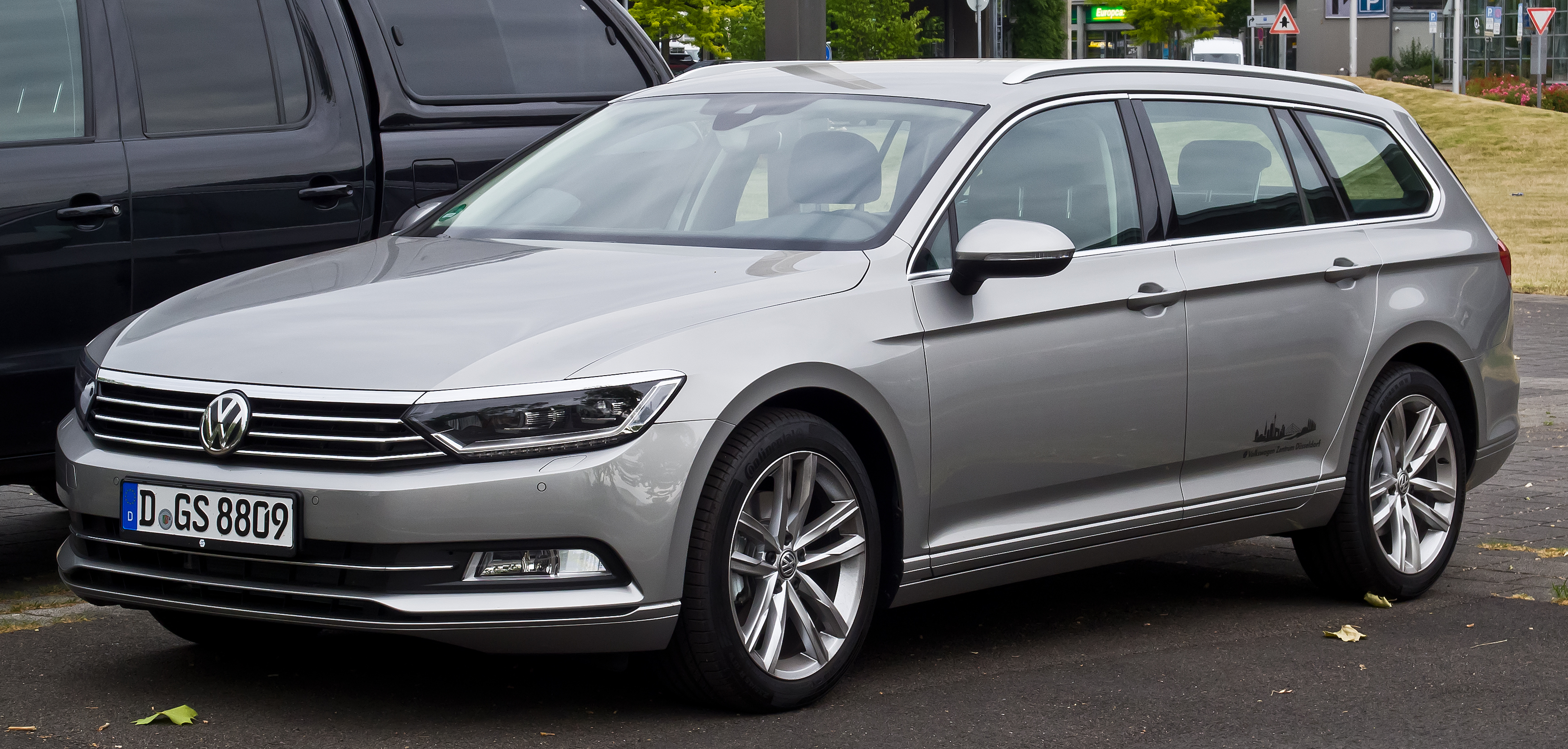
Passat B8 kombi
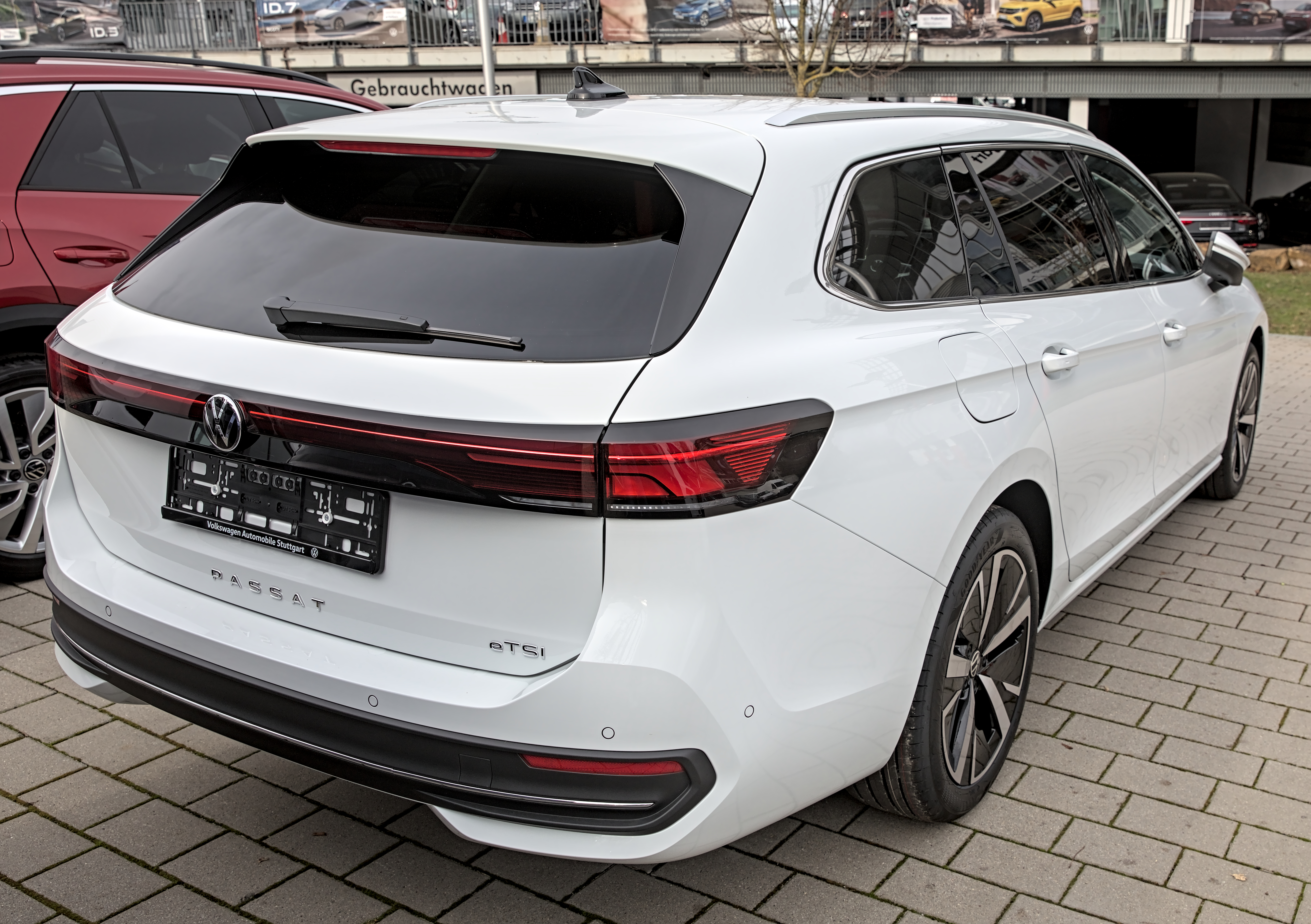
Passat B9 kombi hátulról

## Fordítás
Ez a szócikk részben vagy egészben  a   Volkswagen Passat című angol Wikipédia-szócikk fordításán alapul.  Az eredeti cikk szerkesztőit annak laptörténete sorolja fel. Ez a jelzés csupán a megfogalmazás eredetét és a szerzői jogokat jelzi, nem szolgál a cikkben szereplő információk forrásmegjelöléseként.